# 2024-es IIHF jégkorong-világbajnokság
A 2024-es IIHF jégkorong-világbajnokságot május 10. és 26. között rendezték Csehországban. A két rendező város Prága és Ostrava voltak.

## Helyszínek
| Prága            | Prága Ostrava | Ostrava          |
| ---------------- | ------------- | ---------------- |
| O2 Aréna         | Prága Ostrava | Ostravar Aréna   |
| Férőhely: 17 383 | Prága Ostrava | Férőhely: 10 004 |
|                  | Prága Ostrava |                  |

## Résztvevők
A világbajnokságon az alábbi 16 válogatott vett részt.
Rendező
- Csehország

Automatikus résztvevők, a 2023-as IIHF jégkorong-világbajnokság első tizennégy helyezettje
- Ausztria
- Dánia
- Egyesült Államok
- Finnország
- Franciaország
- Lettország
- Kanada
- Kazahsztán
- Németország
- Norvégia
- Svájc
- Svédország
- Szlovákia

A 2023-as IIHF divízió I-es jégkorong-világbajnokság első két helyezettje
- Lengyelország
- Nagy-Britannia

## Kiemelés
A kiemelés és a csoportbeosztás a 2023-as IIHF-világranglistán alapult.
| A csoport (Ostrava) - Kanada (1.) - Németország (5.) - Svédország (6.) - Szlovákia (9.) - Lettország (10.) - Franciaország (13.) - Kazahsztán (15.) - Lengyelország (22.) | B csoport (Prága) - Finnország (2.) - Egyesült Államok (4.) - Svájc (7.) - Csehország (8.) - Dánia (11.) - Norvégia (12.) - Ausztria (16.) - Nagy-Britannia (20.) |

## Csoportkör

### A csoport
| Hely. | Csapat         | M | Gy | HGy | HV | V | G+ | G– | Gk  | P  | Továbbjutás vagy kiesés      |
| ----- | -------------- | - | -- | --- | -- | - | -- | -- | --- | -- | ---------------------------- |
| 1.    | Kanada         | 7 | 5  | 2   | 0  | 0 | 32 | 18 | +14 | 19 | Továbbjutott a negyeddöntőbe |
| 2.    | Svájc          | 7 | 5  | 1   | 0  | 1 | 29 | 12 | +17 | 17 | Továbbjutott a negyeddöntőbe |
| 3.    | Csehország (R) | 7 | 4  | 1   | 2  | 0 | 26 | 14 | +12 | 16 | Továbbjutott a negyeddöntőbe |
| 4.    | Finnország     | 7 | 3  | 0   | 1  | 3 | 21 | 14 | +7  | 10 | Továbbjutott a negyeddöntőbe |
| 5.    | Ausztria       | 7 | 2  | 0   | 1  | 4 | 21 | 29 | −8  | 7  |                              |
| 6.    | Norvégia       | 7 | 2  | 0   | 0  | 5 | 15 | 25 | −10 | 6  |                              |
| 7.    | Dánia          | 7 | 2  | 0   | 0  | 5 | 15 | 29 | −14 | 6  |                              |
| 8.    | Nagy-Britannia | 7 | 1  | 0   | 0  | 6 | 12 | 30 | −18 | 3  | Kiesett a divízió I A-ba     |

| 2024. május 10. 16:20 | Svájc | 5–2 (1–1, 3–0, 1–1) | Norvégia | O2 Aréna, Prága Nézőszám: 16 617 |

| Jegyzőkönyv | Jegyzőkönyv     | Jegyzőkönyv                                          | Jegyzőkönyv   | Jegyzőkönyv                                                                           |
| --- | --------------- | ---------------------------------------------------- | ------------- | ------------------------------------------------------------------------------------- |
| | Leonardo Genoni | Kapusok                                              | Jonas Arntzen | Játékvezetők: Riku Brander Christoffer Holm Vonalbírók: Shane Gustafson Andreas Hofer |
| \| Andrighetto (Niederreiter, Loeffel) – 11:04 \| 1–0 \| \| \| \| 1–1 \| 14:53 – Vikingstad (Thoresen, Johannesen) \| \| Loeffel (Siegenthaler, Jäger) – 24:12 \| 2–1 \| \| \| Senteler (Josi, Simion) – 28:09 \| 3–1 \| \| \| Scherwey (Haas) – 33:30 \| 4–1 \| \| \| Niederreiter (Ambühl, Kurashev) (PP) – 51:56 \| 5–1 \| \| \| \| 5–2 \| 58:56 – Brandsegg-Nygård (Thoresen, Zuccarello) (PP) \| |                 |                                                      |               | Játékvezetők: Riku Brander Christoffer Holm Vonalbírók: Shane Gustafson Andreas Hofer |
| 6 perc | Büntetések      | 6 perc                                               |               | Játékvezetők: Riku Brander Christoffer Holm Vonalbírók: Shane Gustafson Andreas Hofer |
| 40 | Lövések         | 15                                                   |               | Játékvezetők: Riku Brander Christoffer Holm Vonalbírók: Shane Gustafson Andreas Hofer |
| Andrighetto (Niederreiter, Loeffel) – 11:04 | 1–0             |                                                      |               | Játékvezetők: Riku Brander Christoffer Holm Vonalbírók: Shane Gustafson Andreas Hofer |
| | 1–1             | 14:53 – Vikingstad (Thoresen, Johannesen)            |               | Játékvezetők: Riku Brander Christoffer Holm Vonalbírók: Shane Gustafson Andreas Hofer |
| Loeffel (Siegenthaler, Jäger) – 24:12 | 2–1             |                                                      |               | Játékvezetők: Riku Brander Christoffer Holm Vonalbírók: Shane Gustafson Andreas Hofer |
| Senteler (Josi, Simion) – 28:09 | 3–1             |                                                      |               |                                                                                       |
| Scherwey (Haas) – 33:30 | 4–1             |                                                      |               |                                                                                       |
| Niederreiter (Ambühl, Kurashev) (PP) – 51:56 | 5–1             |                                                      |               |                                                                                       |
| | 5–2             | 58:56 – Brandsegg-Nygård (Thoresen, Zuccarello) (PP) |               |                                                                                       |

| 2024. május 10. 20:20 | Csehország | 1–0 (sz.) (0–0, 0–0, 0–0) (h.u.: 0–0) (sz.: 1–0) | Finnország | O2 Aréna, Prága Nézőszám: 17 413 |

| Jegyzőkönyv                 | Jegyzőkönyv  | Jegyzőkönyv                       | Jegyzőkönyv  | Jegyzőkönyv                                                                  |
| --------------------------- | ------------ | --------------------------------- | ------------ | ---------------------------------------------------------------------------- |
|                             | Lukáš Dostál | Kapusok                           | Harri Säteri | Játékvezetők: Andris Ansons Mikael Holm Vonalbírók: Nick Briganti Oto Durmis |
|                             |              |                                   |              | Játékvezetők: Andris Ansons Mikael Holm Vonalbírók: Nick Briganti Oto Durmis |
| Kaše Krejčík Palát Červenka | Szétlövés    | Kaski Granlund Puljujärvi Kapanen |              | Játékvezetők: Andris Ansons Mikael Holm Vonalbírók: Nick Briganti Oto Durmis |
| 8 perc                      | Büntetések   | 6 perc                            |              | Játékvezetők: Andris Ansons Mikael Holm Vonalbírók: Nick Briganti Oto Durmis |
| 28                          | Lövések      | 21                                |              | Játékvezetők: Andris Ansons Mikael Holm Vonalbírók: Nick Briganti Oto Durmis |

| 2024. május 11. 12:20 | Nagy-Britannia | 2–4 (1–1, 0–3, 1–0) | Kanada | O2 Aréna, Prága Nézőszám: 16 935 |

| Jegyzőkönyv | Jegyzőkönyv     | Jegyzőkönyv                         | Jegyzőkönyv | Jegyzőkönyv                                                                               |
| --- | --------------- | ----------------------------------- | ----------- | ----------------------------------------------------------------------------------------- |
| | Jackson Whistle | Kapusok                             | Joel Hofer  | Játékvezetők: Christoffer Holm Kristian Vikman Vonalbírók: Shane Gustafson Anders Nyqvist |
| \| Kirk (Mosey, Lake) (PP) – 07:47 \| 1–0 \| \| \| \| 1–1 \| 08:17 – Bunting (Byram) \| \| \| 1–2 \| 25:45 – Hagel (Zellweger, Dubois) \| \| \| 1–3 \| 31:39 – Bedard (Bunting, Zellweger) \| \| \| 1–4 \| 35:29 – Bedard (Paul, Guhle) \| \| O'Connor (Kirk, Betteridge) – 48:49 \| 2–4 \| \| |                 |                                     |             | Játékvezetők: Christoffer Holm Kristian Vikman Vonalbírók: Shane Gustafson Anders Nyqvist |
| 8 perc | Büntetések      | 4 perc                              |             | Játékvezetők: Christoffer Holm Kristian Vikman Vonalbírók: Shane Gustafson Anders Nyqvist |
| 15 | Lövések         | 34                                  |             | Játékvezetők: Christoffer Holm Kristian Vikman Vonalbírók: Shane Gustafson Anders Nyqvist |
| Kirk (Mosey, Lake) (PP) – 07:47 | 1–0             |                                     |             | Játékvezetők: Christoffer Holm Kristian Vikman Vonalbírók: Shane Gustafson Anders Nyqvist |
| | 1–1             | 08:17 – Bunting (Byram)             |             | Játékvezetők: Christoffer Holm Kristian Vikman Vonalbírók: Shane Gustafson Anders Nyqvist |
| | 1–2             | 25:45 – Hagel (Zellweger, Dubois)   |             | Játékvezetők: Christoffer Holm Kristian Vikman Vonalbírók: Shane Gustafson Anders Nyqvist |
| | 1–3             | 31:39 – Bedard (Bunting, Zellweger) |             |                                                                                           |
| | 1–4             | 35:29 – Bedard (Paul, Guhle)        |             |                                                                                           |
| O'Connor (Kirk, Betteridge) – 48:49 | 2–4             |                                     |             |                                                                                           |

| 2024. május 11. 16:20 | Ausztria | 1–5 (1–2, 0–1, 0–2) | Dánia | O2 Aréna, Prága Nézőszám: 15 719 |

| Jegyzőkönyv | Jegyzőkönyv    | Jegyzőkönyv                                | Jegyzőkönyv     | Jegyzőkönyv                                                                     |
| --- | -------------- | ------------------------------------------ | --------------- | ------------------------------------------------------------------------------- |
| | David Madlener | Kapusok                                    | Frederik Dichow | Játékvezetők: Mikael Holm André Schrader Vonalbírók: Nick Briganti Daniel Hynek |
| \| \| 0–1 \| 13:19 – M. Lauridsen (Blichfeld, Russell) \| \| \| 0–2 \| 16:11 – Storm (SH) \| \| Ganahl (Haudum, Rohrer) – 19:35 \| 1–2 \| \| \| \| 1–3 \| 38:54 – Blichfield (Wejse, O. Lauridsen) \| \| \| 1–4 \| 53:44 – Scheel (Bruggisser, N. Jensen) \| \| \| 1–5 \| 58:57 – Blichfield (Aagaard, Russell) (PP) \| |                |                                            |                 | Játékvezetők: Mikael Holm André Schrader Vonalbírók: Nick Briganti Daniel Hynek |
| 12 perc | Büntetések     | 6 perc                                     |                 | Játékvezetők: Mikael Holm André Schrader Vonalbírók: Nick Briganti Daniel Hynek |
| 17 | Lövések        | 34                                         |                 | Játékvezetők: Mikael Holm André Schrader Vonalbírók: Nick Briganti Daniel Hynek |
| | 0–1            | 13:19 – M. Lauridsen (Blichfeld, Russell)  |                 | Játékvezetők: Mikael Holm André Schrader Vonalbírók: Nick Briganti Daniel Hynek |
| | 0–2            | 16:11 – Storm (SH)                         |                 | Játékvezetők: Mikael Holm André Schrader Vonalbírók: Nick Briganti Daniel Hynek |
| Ganahl (Haudum, Rohrer) – 19:35 | 1–2            |                                            |                 | Játékvezetők: Mikael Holm André Schrader Vonalbírók: Nick Briganti Daniel Hynek |
| | 1–3            | 38:54 – Blichfield (Wejse, O. Lauridsen)   |                 |                                                                                 |
| | 1–4            | 53:44 – Scheel (Bruggisser, N. Jensen)     |                 |                                                                                 |
| | 1–5            | 58:57 – Blichfield (Aagaard, Russell) (PP) |                 |                                                                                 |

| 2024. május 11. 20:20 | Norvégia | 3–6 (3–2, 0–1, 0–3) | Csehország | O2 Aréna, Prága Nézőszám: 17 413 |

| Jegyzőkönyv | Jegyzőkönyv      | Jegyzőkönyv                           | Jegyzőkönyv | Jegyzőkönyv                                                                         |
| --- | ---------------- | ------------------------------------- | ----------- | ----------------------------------------------------------------------------------- |
| | Henrik Haukeland | Kapusok                               | Petr Mrázek | Játékvezetők: Tomáš Hronský Sean MacFarlane Vonalbírók: Tim Heffner Ludvig Lundgren |
| \| \| 0–1 \| 06:06 – Červenka (Kundrátek, Kaše) \| \| Solberg (Thoresen, Zuccarello) – 06:37 \| 1–1 \| \| \| Steen (Trettenes) (SH) – 12:10 \| 2–1 \| \| \| E. Salsten (Solberg, Zuccarello) – 16:32 \| 3–1 \| \| \| \| 3–2 \| 17:12 – Červenka (Sedlák, Kaše) \| \| \| 3–3 \| 35:54 – Beránek (Kempný) \| \| \| 3–4 \| 45:19 – Stránský (Krejčík, Kämpf) \| \| \| 3–5 \| 56:59 – Hájek (Palát) \| \| \| 3–6 \| 59:06 – Palát (Kämpf, Voženílek) (EN) \| |                  |                                       |             | Játékvezetők: Tomáš Hronský Sean MacFarlane Vonalbírók: Tim Heffner Ludvig Lundgren |
| 16 perc | Büntetések       | 10 perc                               |             | Játékvezetők: Tomáš Hronský Sean MacFarlane Vonalbírók: Tim Heffner Ludvig Lundgren |
| 11 | Lövések          | 48                                    |             | Játékvezetők: Tomáš Hronský Sean MacFarlane Vonalbírók: Tim Heffner Ludvig Lundgren |
| | 0–1              | 06:06 – Červenka (Kundrátek, Kaše)    |             | Játékvezetők: Tomáš Hronský Sean MacFarlane Vonalbírók: Tim Heffner Ludvig Lundgren |
| Solberg (Thoresen, Zuccarello) – 06:37 | 1–1              |                                       |             | Játékvezetők: Tomáš Hronský Sean MacFarlane Vonalbírók: Tim Heffner Ludvig Lundgren |
| Steen (Trettenes) (SH) – 12:10 | 2–1              |                                       |             | Játékvezetők: Tomáš Hronský Sean MacFarlane Vonalbírók: Tim Heffner Ludvig Lundgren |
| E. Salsten (Solberg, Zuccarello) – 16:32 | 3–1              |                                       |             |                                                                                     |
| | 3–2              | 17:12 – Červenka (Sedlák, Kaše)       |             |                                                                                     |
| | 3–3              | 35:54 – Beránek (Kempný)              |             |                                                                                     |
| | 3–4              | 45:19 – Stránský (Krejčík, Kämpf)     |             |                                                                                     |
| | 3–5              | 56:59 – Hájek (Palát)                 |             |                                                                                     |
| | 3–6              | 59:06 – Palát (Kämpf, Voženílek) (EN) |             |                                                                                     |

| 2024. május 12. 12:20 | Finnország | 8–0 (1–0, 5–0, 2–0) | Nagy-Britannia | O2 Aréna, Prága Nézőszám: 15 433 |

| Jegyzőkönyv | Jegyzőkönyv | Jegyzőkönyv | Jegyzőkönyv | Jegyzőkönyv                                                                    |
| --- | ----------- | ----------- | ----------- | ------------------------------------------------------------------------------ |
| | Emil Larmi  | Kapusok     | Ben Bowns   | Játékvezetők: Andris Ansons Mikael Holm Vonalbírók: Oto Durmis Ludvig Lundgren |
| \| Kapanen (Kaski) – 16:14 \| 1–0 \| \| \| Puljujärvi (Kaski, Oksanen) – 21:15 \| 2–0 \| \| \| Innala (Granlund, Pakarinen) (PP) – 24:52 \| 3–0 \| \| \| Riikola (Puljujärvi, Oksanen) – 32:49 \| 4–0 \| \| \| Kapanen (Puljujärvi, Granlund) – 36:01 \| 5–0 \| \| \| Määttä (Granlund) – 38:45 \| 6–0 \| \| \| Lehtonen (Helenius, Granlund) – 46:39 \| 7–0 \| \| \| Kapanen (Määttä, Oksanen) – 52:57 \| 8–0 \| \| |             |             |             | Játékvezetők: Andris Ansons Mikael Holm Vonalbírók: Oto Durmis Ludvig Lundgren |
| 4 perc | Büntetések  | 10 perc     |             | Játékvezetők: Andris Ansons Mikael Holm Vonalbírók: Oto Durmis Ludvig Lundgren |
| 47 | Lövések     | 14          |             | Játékvezetők: Andris Ansons Mikael Holm Vonalbírók: Oto Durmis Ludvig Lundgren |
| Kapanen (Kaski) – 16:14 | 1–0         |             |             | Játékvezetők: Andris Ansons Mikael Holm Vonalbírók: Oto Durmis Ludvig Lundgren |
| Puljujärvi (Kaski, Oksanen) – 21:15 | 2–0         |             |             | Játékvezetők: Andris Ansons Mikael Holm Vonalbírók: Oto Durmis Ludvig Lundgren |
| Innala (Granlund, Pakarinen) (PP) – 24:52 | 3–0         |             |             | Játékvezetők: Andris Ansons Mikael Holm Vonalbírók: Oto Durmis Ludvig Lundgren |
| Riikola (Puljujärvi, Oksanen) – 32:49 | 4–0         |             |             |                                                                                |
| Kapanen (Puljujärvi, Granlund) – 36:01 | 5–0         |             |             |                                                                                |
| Määttä (Granlund) – 38:45 | 6–0         |             |             |                                                                                |
| Lehtonen (Helenius, Granlund) – 46:39 | 7–0         |             |             |                                                                                |
| Kapanen (Määttä, Oksanen) – 52:57 | 8–0         |             |             |                                                                                |

| 2024. május 12. 16:20 | Dánia | 1–5 (0–2, 1–0, 0–3) | Kanada | O2 Aréna, Prága Nézőszám: 16 015 |

| Jegyzőkönyv | Jegyzőkönyv     | Jegyzőkönyv                             | Jegyzőkönyv       | Jegyzőkönyv                                                                    |
| --- | --------------- | --------------------------------------- | ----------------- | ------------------------------------------------------------------------------ |
| | Frederik Dichow | Kapusok                                 | Jordan Binnington | Játékvezetők: Riku Brander Tomáš Hronský Vonalbírók: Tim Heffner Andreas Hofer |
| \| \| 0–1 \| 02:24 – Bedard (Bunting, Guhle) \| \| \| 0–2 \| 15:25 – Cozens (Tavares, Byram) (PP) \| \| Wejse (Storm, Poulsen) – 26:15 \| 1–2 \| \| \| \| 1–3 \| 41:52 – Bedard (Guenther) \| \| \| 1–4 \| 58:00 – Mercer (McBain, Tanev) (EN) \| \| \| 1–5 \| 59:39 – Dubois (Bedard, Zellweger) (PP) \| |                 |                                         |                   | Játékvezetők: Riku Brander Tomáš Hronský Vonalbírók: Tim Heffner Andreas Hofer |
| 12 perc | Büntetések      | 12 perc                                 |                   | Játékvezetők: Riku Brander Tomáš Hronský Vonalbírók: Tim Heffner Andreas Hofer |
| 20 | Lövések         | 42                                      |                   | Játékvezetők: Riku Brander Tomáš Hronský Vonalbírók: Tim Heffner Andreas Hofer |
| | 0–1             | 02:24 – Bedard (Bunting, Guhle)         |                   | Játékvezetők: Riku Brander Tomáš Hronský Vonalbírók: Tim Heffner Andreas Hofer |
| | 0–2             | 15:25 – Cozens (Tavares, Byram) (PP)    |                   | Játékvezetők: Riku Brander Tomáš Hronský Vonalbírók: Tim Heffner Andreas Hofer |
| Wejse (Storm, Poulsen) – 26:15 | 1–2             |                                         |                   | Játékvezetők: Riku Brander Tomáš Hronský Vonalbírók: Tim Heffner Andreas Hofer |
| | 1–3             | 41:52 – Bedard (Guenther)               |                   |                                                                                |
| | 1–4             | 58:00 – Mercer (McBain, Tanev) (EN)     |                   |                                                                                |
| | 1–5             | 59:39 – Dubois (Bedard, Zellweger) (PP) |                   |                                                                                |

| 2024. május 12. 20:20 | Ausztria | 5–6 (2–1, 2–3, 1–2) | Svájc | O2 Aréna, Prága Nézőszám: 13 512 |

| Jegyzőkönyv | Jegyzőkönyv   | Jegyzőkönyv                                    | Jegyzőkönyv             | Jegyzőkönyv                                                                              |
| --- | ------------- | ---------------------------------------------- | ----------------------- | ---------------------------------------------------------------------------------------- |
| | David Kickert | Kapusok                                        | Reto Berra Akira Schmid | Játékvezetők: Sean MacFarlane Kristian Vikman Vonalbírók: Shane Gustafson Anders Nyqvist |
| \| Unterweger (Rossi) – 04:15 \| 1–0 \| \| \| Huber (Rohrer) – 14:33 \| 2–0 \| \| \| \| 2–1 \| 15:48 – Josi (Loeffel, Ambühl) (PP2) \| \| Haudum (Zwerger, Unterweger) (PP) – 21:48 \| 3–1 \| \| \| \| 3–2 \| 22:26 – Hischier (Josi, Loeffel) \| \| \| 3–3 \| 29:30 – Josi (Ambühl, Hischier) (PP2) \| \| \| 3–4 \| 29:43 – Jäger (Andrighetto, Kukan) (PP) \| \| Haudum (Unterweger, Huber) (PP) – 34:45 \| 4–4 \| \| \| \| 4–5 \| 40:43 – Hischier (Kurashev, Niederreiter) (PP) \| \| Baumgartner (Maier, Strong) – 52:17 \| 5–5 \| \| \| \| 5–6 \| 59:09 – Hischier (Josi, Ambühl) (PP) \| |               |                                                |                         | Játékvezetők: Sean MacFarlane Kristian Vikman Vonalbírók: Shane Gustafson Anders Nyqvist |
| 12 perc | Büntetések    | 6 perc                                         |                         | Játékvezetők: Sean MacFarlane Kristian Vikman Vonalbírók: Shane Gustafson Anders Nyqvist |
| 18 | Lövések       | 36                                             |                         | Játékvezetők: Sean MacFarlane Kristian Vikman Vonalbírók: Shane Gustafson Anders Nyqvist |
| Unterweger (Rossi) – 04:15 | 1–0           |                                                |                         | Játékvezetők: Sean MacFarlane Kristian Vikman Vonalbírók: Shane Gustafson Anders Nyqvist |
| Huber (Rohrer) – 14:33 | 2–0           |                                                |                         | Játékvezetők: Sean MacFarlane Kristian Vikman Vonalbírók: Shane Gustafson Anders Nyqvist |
| | 2–1           | 15:48 – Josi (Loeffel, Ambühl) (PP2)           |                         | Játékvezetők: Sean MacFarlane Kristian Vikman Vonalbírók: Shane Gustafson Anders Nyqvist |
| Haudum (Zwerger, Unterweger) (PP) – 21:48 | 3–1           |                                                |                         |                                                                                          |
| | 3–2           | 22:26 – Hischier (Josi, Loeffel)               |                         |                                                                                          |
| | 3–3           | 29:30 – Josi (Ambühl, Hischier) (PP2)          |                         |                                                                                          |
| | 3–4           | 29:43 – Jäger (Andrighetto, Kukan) (PP)        |                         |                                                                                          |
| Haudum (Unterweger, Huber) (PP) – 34:45 | 4–4           |                                                |                         |                                                                                          |
| | 4–5           | 40:43 – Hischier (Kurashev, Niederreiter) (PP) |                         |                                                                                          |
| Baumgartner (Maier, Strong) – 52:17 | 5–5           |                                                |                         |                                                                                          |
| | 5–6           | 59:09 – Hischier (Josi, Ambühl) (PP)           |                         |                                                                                          |

| 2024. május 13. 16:20 | Norvégia | 1–4 (0–2, 1–2, 0–0) | Finnország | O2 Aréna, Prága Nézőszám: 16 127 |

| Jegyzőkönyv | Jegyzőkönyv   | Jegyzőkönyv                   | Jegyzőkönyv  | Jegyzőkönyv                                                                           |
| --- | ------------- | ----------------------------- | ------------ | ------------------------------------------------------------------------------------- |
| | Jonas Arntzen | Kapusok                       | Harri Säteri | Játékvezetők: Christoffer Holm Tomáš Hronský Vonalbírók: Daniel Hynek Ludvig Lundgren |
| \| \| 0–1 \| 06:49 – Kapanen (Kaski) (PP) \| \| \| 0–2 \| 17:56 – Hyry (Kaski, Innala) \| \| \| 0–3 \| 20:27 – Hyry (Jääskä, Innala) \| \| \| 0–4 \| 30:59 – Kapanen (Oksanen) \| \| Krogdahl (Johannesen) – 38:47 \| 1–4 \| \| |               |                               |              | Játékvezetők: Christoffer Holm Tomáš Hronský Vonalbírók: Daniel Hynek Ludvig Lundgren |
| 10 perc | Büntetések    | 4 perc                        |              | Játékvezetők: Christoffer Holm Tomáš Hronský Vonalbírók: Daniel Hynek Ludvig Lundgren |
| 14 | Lövések       | 42                            |              | Játékvezetők: Christoffer Holm Tomáš Hronský Vonalbírók: Daniel Hynek Ludvig Lundgren |
| | 0–1           | 06:49 – Kapanen (Kaski) (PP)  |              | Játékvezetők: Christoffer Holm Tomáš Hronský Vonalbírók: Daniel Hynek Ludvig Lundgren |
| | 0–2           | 17:56 – Hyry (Kaski, Innala)  |              | Játékvezetők: Christoffer Holm Tomáš Hronský Vonalbírók: Daniel Hynek Ludvig Lundgren |
| | 0–3           | 20:27 – Hyry (Jääskä, Innala) |              | Játékvezetők: Christoffer Holm Tomáš Hronský Vonalbírók: Daniel Hynek Ludvig Lundgren |
| | 0–4           | 30:59 – Kapanen (Oksanen)     |              |                                                                                       |
| Krogdahl (Johannesen) – 38:47 | 1–4           |                               |              |                                                                                       |

| 2024. május 13. 20:20 | Svájc | 2–1 (sz.) (1–0, 0–1, 0–0) (h.u.: 0–0) (sz.: 1–0) | Csehország | O2 Aréna, Prága Nézőszám: 17 413 |

| Jegyzőkönyv                                                                                                  | Jegyzőkönyv     | Jegyzőkönyv                              | Jegyzőkönyv  | Jegyzőkönyv                                                                      |
| --- | --------------- | ---------------------------------------- | ------------ | -------------------------------------------------------------------------------- |
| | Leonardo Genoni | Kapusok                                  | Lukáš Dostál | Játékvezetők: Andris Ansons André Schrader Vonalbírók: Oto Durmis Anders Nyqvist |
| \| Fiala (Hischier, Josi) (PP) – 13:36 \| 1–0 \| \| \| \| 1–1 \| 35:57 – Stránský (Špaček, Červenka) (PP) \| |                 |                                          |              | Játékvezetők: Andris Ansons André Schrader Vonalbírók: Oto Durmis Anders Nyqvist |
| Andrighetto Fiala Kurashev Loeffel Josi                                                                      | Szétlövés       | Kaše Stránský Tomášek Červenka Flek      |              | Játékvezetők: Andris Ansons André Schrader Vonalbírók: Oto Durmis Anders Nyqvist |
| 10 perc | Büntetések      | 12 perc                                  |              | Játékvezetők: Andris Ansons André Schrader Vonalbírók: Oto Durmis Anders Nyqvist |
| 26 | Lövések         | 24                                       |              | Játékvezetők: Andris Ansons André Schrader Vonalbírók: Oto Durmis Anders Nyqvist |
| Fiala (Hischier, Josi) (PP) – 13:36                                                                          | 1–0             |                                          |              | Játékvezetők: Andris Ansons André Schrader Vonalbírók: Oto Durmis Anders Nyqvist |
| | 1–1             | 35:57 – Stránský (Špaček, Červenka) (PP) |              | Játékvezetők: Andris Ansons André Schrader Vonalbírók: Oto Durmis Anders Nyqvist |

| 2024. május 14. 16:20 | Dánia | 0–2 (0–0, 0–1, 0–1) | Norvégia | O2 Aréna, Prága Nézőszám: 10 011 |

| Jegyzőkönyv                                                                                          | Jegyzőkönyv     | Jegyzőkönyv                                     | Jegyzőkönyv      | Jegyzőkönyv                                                                              |
| --- | --------------- | ----------------------------------------------- | ---------------- | ---------------------------------------------------------------------------------------- |
| | Frederik Dichow | Kapusok                                         | Henrik Haukeland | Játékvezetők: Mikko Kaukokari Sean MacFarlane Vonalbírók: Kevin Briganti Shane Gustafson |
| \| \| 0–1 \| 27:45 – Brandsegg-Nygård (Zuccarello, Thoresen) \| \| \| 0–2 \| 59:49 – Salsten (EN) \| |                 |                                                 |                  | Játékvezetők: Mikko Kaukokari Sean MacFarlane Vonalbírók: Kevin Briganti Shane Gustafson |
| 4 perc                                                                                               | Büntetések      | 6 perc                                          |                  | Játékvezetők: Mikko Kaukokari Sean MacFarlane Vonalbírók: Kevin Briganti Shane Gustafson |
| 24                                                                                                   | Lövések         | 29                                              |                  | Játékvezetők: Mikko Kaukokari Sean MacFarlane Vonalbírók: Kevin Briganti Shane Gustafson |
| | 0–1             | 27:45 – Brandsegg-Nygård (Zuccarello, Thoresen) |                  | Játékvezetők: Mikko Kaukokari Sean MacFarlane Vonalbírók: Kevin Briganti Shane Gustafson |
| | 0–2             | 59:49 – Salsten (EN)                            |                  | Játékvezetők: Mikko Kaukokari Sean MacFarlane Vonalbírók: Kevin Briganti Shane Gustafson |

| 2024. május 14. 20:20 | Kanada | 7–6 (h.u.) (3–1, 3–0, 0–5) (h.u.: 1–0) | Ausztria | O2 Aréna, Prága Nézőszám: 14 704 |

| Jegyzőkönyv | Jegyzőkönyv       | Jegyzőkönyv                        | Jegyzőkönyv    | Jegyzőkönyv                                                                      |
| --- | ----------------- | ---------------------------------- | -------------- | -------------------------------------------------------------------------------- |
| | Jordan Binnington | Kapusok                            | David Madlener | Játékvezetők: Andris Ansons Lassi Heikkinen Vonalbírók: Daniel Hynek Dāvis Zunde |
| \| Cozens (Mangiapane, Guhle – 06:34 \| 1–0 \| \| \| Guhle (Tavares, Hagel) – 09:21 \| 2–0 \| \| \| \| 2–1 \| 10:11 – Nissner (M. Huber, Raffl) \| \| Byram (Zellweger) – 13:29 \| 3–1 \| \| \| McCann (Bunting) – 22:57 \| 4–1 \| \| \| Bedard (Guenther, Parayko) – 29:32 \| 5–1 \| \| \| Dubois (Hagel, Power) – 37:56 \| 6–1 \| \| \| \| 6–2 \| 43:14 – Baumgartner (Schneider) \| \| \| 6–3 \| 44:08 – Schneider (Zwerger, Wolf) \| \| \| 6–4 \| 50:41 – Zwerger (Nickl) \| \| \| 6–5 \| 55:56 – Schneider (Zwerger, Rossi) \| \| \| 6–6 \| 59:11 – Rossi (EA) \| \| Tavares (Dubois, Parayko) – 60:15 \| 7–6 \| \| |                   |                                    |                | Játékvezetők: Andris Ansons Lassi Heikkinen Vonalbírók: Daniel Hynek Dāvis Zunde |
| 4 perc | Büntetések        | 4 perc                             |                | Játékvezetők: Andris Ansons Lassi Heikkinen Vonalbírók: Daniel Hynek Dāvis Zunde |
| 49 | Lövések           | 21                                 |                | Játékvezetők: Andris Ansons Lassi Heikkinen Vonalbírók: Daniel Hynek Dāvis Zunde |
| Cozens (Mangiapane, Guhle – 06:34 | 1–0               |                                    |                | Játékvezetők: Andris Ansons Lassi Heikkinen Vonalbírók: Daniel Hynek Dāvis Zunde |
| Guhle (Tavares, Hagel) – 09:21 | 2–0               |                                    |                | Játékvezetők: Andris Ansons Lassi Heikkinen Vonalbírók: Daniel Hynek Dāvis Zunde |
| | 2–1               | 10:11 – Nissner (M. Huber, Raffl)  |                | Játékvezetők: Andris Ansons Lassi Heikkinen Vonalbírók: Daniel Hynek Dāvis Zunde |
| Byram (Zellweger) – 13:29 | 3–1               |                                    |                |                                                                                  |
| McCann (Bunting) – 22:57 | 4–1               |                                    |                |                                                                                  |
| Bedard (Guenther, Parayko) – 29:32 | 5–1               |                                    |                |                                                                                  |
| Dubois (Hagel, Power) – 37:56 | 6–1               |                                    |                |                                                                                  |
| | 6–2               | 43:14 – Baumgartner (Schneider)    |                |                                                                                  |
| | 6–3               | 44:08 – Schneider (Zwerger, Wolf)  |                |                                                                                  |
| | 6–4               | 50:41 – Zwerger (Nickl)            |                |                                                                                  |
| | 6–5               | 55:56 – Schneider (Zwerger, Rossi) |                |                                                                                  |
| | 6–6               | 59:11 – Rossi (EA)                 |                |                                                                                  |
| Tavares (Dubois, Parayko) – 60:15 | 7–6               |                                    |                |                                                                                  |

| 2024. május 15. 16:20 | Csehország | 7–4 (1–1, 2–1, 4–2) | Dánia | O2 Aréna, Prága Nézőszám: 17 413 |

| Jegyzőkönyv | Jegyzőkönyv  | Jegyzőkönyv                                | Jegyzőkönyv     | Jegyzőkönyv                                                                          |
| --- | ------------ | ------------------------------------------ | --------------- | ------------------------------------------------------------------------------------ |
| | Lukáš Dostál | Kapusok                                    | Frederik Dichow | Játékvezetők: Tomáš Hronský André Schrader Vonalbírók: Kevin Briganti Anders Nyqvist |
| \| \| 0–1 \| 18:54 – Wejse (Blichfeld, Bruggisser) (PP) \| \| Rutta (Kämpf) – 19:52 \| 1–1 \| \| \| Flek (Kondelík, Voženílek) – 22:50 \| 2–1 \| \| \| Sedlák (Kaše, Červenka) – 24:29 \| 3–1 \| \| \| \| 3–2 \| 39:36 – Russell (N. Jensen, Bruggisser) \| \| \| 3–3 \| 44:43 – Mølgaard (Lauridsen, Lassen) \| \| Kundrátek (Tomášek, Krejčík) – 46:16 \| 4–3 \| \| \| Kubalík (Tomášek, Palát) – 51:10 \| 5–3 \| \| \| Stránský (Kämpf, Voženílek – 51:30 \| 6–3 \| \| \| \| 6–4 \| 51:51 – From (Scheel, Wejse) \| \| Palát (Kempný) – 53:08 \| 7–4 \| \| |              |                                            |                 | Játékvezetők: Tomáš Hronský André Schrader Vonalbírók: Kevin Briganti Anders Nyqvist |
| 6 perc | Büntetések   | 6 perc                                     |                 | Játékvezetők: Tomáš Hronský André Schrader Vonalbírók: Kevin Briganti Anders Nyqvist |
| 39 | Lövések      | 18                                         |                 | Játékvezetők: Tomáš Hronský André Schrader Vonalbírók: Kevin Briganti Anders Nyqvist |
| | 0–1          | 18:54 – Wejse (Blichfeld, Bruggisser) (PP) |                 | Játékvezetők: Tomáš Hronský André Schrader Vonalbírók: Kevin Briganti Anders Nyqvist |
| Rutta (Kämpf) – 19:52 | 1–1          |                                            |                 | Játékvezetők: Tomáš Hronský André Schrader Vonalbírók: Kevin Briganti Anders Nyqvist |
| Flek (Kondelík, Voženílek) – 22:50 | 2–1          |                                            |                 | Játékvezetők: Tomáš Hronský André Schrader Vonalbírók: Kevin Briganti Anders Nyqvist |
| Sedlák (Kaše, Červenka) – 24:29 | 3–1          |                                            |                 |                                                                                      |
| | 3–2          | 39:36 – Russell (N. Jensen, Bruggisser)    |                 |                                                                                      |
| | 3–3          | 44:43 – Mølgaard (Lauridsen, Lassen)       |                 |                                                                                      |
| Kundrátek (Tomášek, Krejčík) – 46:16 | 4–3          |                                            |                 |                                                                                      |
| Kubalík (Tomášek, Palát) – 51:10 | 5–3          |                                            |                 |                                                                                      |
| Stránský (Kämpf, Voženílek – 51:30 | 6–3          |                                            |                 |                                                                                      |
| | 6–4          | 51:51 – From (Scheel, Wejse)               |                 |                                                                                      |
| Palát (Kempný) – 53:08 | 7–4          |                                            |                 |                                                                                      |

| 2024. május 15. 20:20 | Svájc | 3–0 (2–0, 1–0, 0–0) | Nagy-Britannia | O2 Aréna, Prága Nézőszám: 15 239 |

| Jegyzőkönyv | Jegyzőkönyv  | Jegyzőkönyv | Jegyzőkönyv     | Jegyzőkönyv                                                                         |
| --- | ------------ | ----------- | --------------- | ----------------------------------------------------------------------------------- |
| | Akira Schmid | Kapusok     | Jackson Whistle | Játékvezetők: Andris Ansons Lassi Heikkinen Vonalbírók: Tim Heffner Ludvig Lundgren |
| \| Hischier (Josi, Fiala) – 03:48 \| 1–0 \| \| \| Kukan (Siegenthaler, Herzog) – 13:36 \| 2–0 \| \| \| Niederreiter (Fiala, Josi) (PP) – 38:36 \| 3–0 \| \| |              |             |                 | Játékvezetők: Andris Ansons Lassi Heikkinen Vonalbírók: Tim Heffner Ludvig Lundgren |
| 10 perc | Büntetések   | 10 perc     |                 | Játékvezetők: Andris Ansons Lassi Heikkinen Vonalbírók: Tim Heffner Ludvig Lundgren |
| 30 | Lövések      | 15          |                 | Játékvezetők: Andris Ansons Lassi Heikkinen Vonalbírók: Tim Heffner Ludvig Lundgren |
| Hischier (Josi, Fiala) – 03:48 | 1–0          |             |                 | Játékvezetők: Andris Ansons Lassi Heikkinen Vonalbírók: Tim Heffner Ludvig Lundgren |
| Kukan (Siegenthaler, Herzog) – 13:36 | 2–0          |             |                 | Játékvezetők: Andris Ansons Lassi Heikkinen Vonalbírók: Tim Heffner Ludvig Lundgren |
| Niederreiter (Fiala, Josi) (PP) – 38:36 | 3–0          |             |                 | Játékvezetők: Andris Ansons Lassi Heikkinen Vonalbírók: Tim Heffner Ludvig Lundgren |

| 2024. május 16. 16:20 | Finnország | 2–3 (2–0, 0–1, 0–2) | Ausztria | O2 Aréna, Prága Nézőszám: 15 387 |

| Jegyzőkönyv | Jegyzőkönyv  | Jegyzőkönyv                          | Jegyzőkönyv   | Jegyzőkönyv                                                                             |
| --- | ------------ | ------------------------------------ | ------------- | --------------------------------------------------------------------------------------- |
| | Harri Säteri | Kapusok                              | David Kickert | Játékvezetők: Tobias Björk Michael Tscherrig Vonalbírók: Tarrington Wyonzek Dāvis Zunde |
| \| Mäenalanen (Pakarinen, Vittasmäki) – 02:51 \| 1–0 \| \| \| Kapanen (Riikola, Kaski) – 08:06 \| 2–0 \| \| \| \| 2–1 \| 23:36 – M. Huber (Raffl, Nissner) \| \| \| 2–2 \| 49:51 – Nickl (Nissner, M. Huber) \| \| \| 2–3 \| 59:59 – Baumgartner (Haudum, Ganahl) \| |              |                                      |               | Játékvezetők: Tobias Björk Michael Tscherrig Vonalbírók: Tarrington Wyonzek Dāvis Zunde |
| 6 perc | Büntetések   | 6 perc                               |               | Játékvezetők: Tobias Björk Michael Tscherrig Vonalbírók: Tarrington Wyonzek Dāvis Zunde |
| 32 | Lövések      | 20                                   |               | Játékvezetők: Tobias Björk Michael Tscherrig Vonalbírók: Tarrington Wyonzek Dāvis Zunde |
| Mäenalanen (Pakarinen, Vittasmäki) – 02:51 | 1–0          |                                      |               | Játékvezetők: Tobias Björk Michael Tscherrig Vonalbírók: Tarrington Wyonzek Dāvis Zunde |
| Kapanen (Riikola, Kaski) – 08:06 | 2–0          |                                      |               | Játékvezetők: Tobias Björk Michael Tscherrig Vonalbírók: Tarrington Wyonzek Dāvis Zunde |
| | 2–1          | 23:36 – M. Huber (Raffl, Nissner)    |               | Játékvezetők: Tobias Björk Michael Tscherrig Vonalbírók: Tarrington Wyonzek Dāvis Zunde |
| | 2–2          | 49:51 – Nickl (Nissner, M. Huber)    |               |                                                                                         |
| | 2–3          | 59:59 – Baumgartner (Haudum, Ganahl) |               |                                                                                         |

| 2024. május 16. 20:20 | Kanada | 4–1 (1–0, 1–0, 2–1) | Norvégia | O2 Aréna, Prága Nézőszám: 16 418 |

| Jegyzőkönyv | Jegyzőkönyv | Jegyzőkönyv                         | Jegyzőkönyv      | Jegyzőkönyv                                                                            |
| --- | ----------- | ----------------------------------- | ---------------- | -------------------------------------------------------------------------------------- |
| | Nico Daws   | Kapusok                             | Henrik Haukeland | Játékvezetők: Mikko Kaukokari André Schrader Vonalbírók: Daniel Hynek Lauri Nikulainen |
| \| Tanev (Guhle, McBain) – 11:50 \| 1–0 \| \| \| Mangiapane (Byram, Oleksiak) – 22:16 \| 2–0 \| \| \| \| 2–1 \| 42:47 – Solberg (E. Salsten, Steen) \| \| Cozens (SH) – 46:37 \| 3–1 \| \| \| McCann (Daws) (EN) – 58:30 \| 4–1 \| \| |             |                                     |                  | Játékvezetők: Mikko Kaukokari André Schrader Vonalbírók: Daniel Hynek Lauri Nikulainen |
| 6 perc | Büntetések  | 6 perc                              |                  | Játékvezetők: Mikko Kaukokari André Schrader Vonalbírók: Daniel Hynek Lauri Nikulainen |
| 33 | Lövések     | 6                                   |                  | Játékvezetők: Mikko Kaukokari André Schrader Vonalbírók: Daniel Hynek Lauri Nikulainen |
| Tanev (Guhle, McBain) – 11:50 | 1–0         |                                     |                  | Játékvezetők: Mikko Kaukokari André Schrader Vonalbírók: Daniel Hynek Lauri Nikulainen |
| Mangiapane (Byram, Oleksiak) – 22:16 | 2–0         |                                     |                  | Játékvezetők: Mikko Kaukokari André Schrader Vonalbírók: Daniel Hynek Lauri Nikulainen |
| | 2–1         | 42:47 – Solberg (E. Salsten, Steen) |                  | Játékvezetők: Mikko Kaukokari André Schrader Vonalbírók: Daniel Hynek Lauri Nikulainen |
| Cozens (SH) – 46:37 | 3–1         |                                     |                  |                                                                                        |
| McCann (Daws) (EN) – 58:30 | 4–1         |                                     |                  |                                                                                        |

| 2024. május 17. 16:20 | Nagy-Britannia | 3–4 (2–2, 1–1, 0–1) | Dánia | O2 Aréna, Prága Nézőszám: 16 277 |

| Jegyzőkönyv | Jegyzőkönyv     | Jegyzőkönyv                                | Jegyzőkönyv     | Jegyzőkönyv                                                                              |
| --- | --------------- | ------------------------------------------ | --------------- | ---------------------------------------------------------------------------------------- |
| | Jackson Whistle | Kapusok                                    | Frederik Dichow | Játékvezetők: Tobias Björk Sean MacFarlane Vonalbírók: Kevin Briganti Tarrington Wyonzek |
| \| Kirk (Curran, Ruopp) – 05:25 \| 1–0 \| \| \| \| 1–1 \| 06:26 – Aagaard (Mølgaard, Olesen) \| \| \| 1–2 \| 08:25 – Bruggisser (Olesen, Wejse) (PP) \| \| Neilson (Mosey, Lake) – 10:34 \| 2–2 \| \| \| \| 2–3 \| 21:42 – Aagaard (Olesen, Mølgaard) \| \| Halbert (Lachowicz, Perlini) – 38:34 \| 3–3 \| \| \| \| 3–4 \| 52:01 – Wejse (Blichfeld, Bruggisser) (PP) \| |                 |                                            |                 | Játékvezetők: Tobias Björk Sean MacFarlane Vonalbírók: Kevin Briganti Tarrington Wyonzek |
| 14 perc | Büntetések      | 12 perc                                    |                 | Játékvezetők: Tobias Björk Sean MacFarlane Vonalbírók: Kevin Briganti Tarrington Wyonzek |
| 31 | Lövések         | 28                                         |                 | Játékvezetők: Tobias Björk Sean MacFarlane Vonalbírók: Kevin Briganti Tarrington Wyonzek |
| Kirk (Curran, Ruopp) – 05:25 | 1–0             |                                            |                 | Játékvezetők: Tobias Björk Sean MacFarlane Vonalbírók: Kevin Briganti Tarrington Wyonzek |
| | 1–1             | 06:26 – Aagaard (Mølgaard, Olesen)         |                 | Játékvezetők: Tobias Björk Sean MacFarlane Vonalbírók: Kevin Briganti Tarrington Wyonzek |
| | 1–2             | 08:25 – Bruggisser (Olesen, Wejse) (PP)    |                 | Játékvezetők: Tobias Björk Sean MacFarlane Vonalbírók: Kevin Briganti Tarrington Wyonzek |
| Neilson (Mosey, Lake) – 10:34 | 2–2             |                                            |                 |                                                                                          |
| | 2–3             | 21:42 – Aagaard (Olesen, Mølgaard)         |                 |                                                                                          |
| Halbert (Lachowicz, Perlini) – 38:34 | 3–3             |                                            |                 |                                                                                          |
| | 3–4             | 52:01 – Wejse (Blichfeld, Bruggisser) (PP) |                 |                                                                                          |

| 2024. május 17. 20:20 | Csehország | 4–0 (1–0, 2–0, 1–0) | Ausztria | O2 Aréna, Prága Nézőszám: 17 413 |

| Jegyzőkönyv | Jegyzőkönyv | Jegyzőkönyv | Jegyzőkönyv    | Jegyzőkönyv                                                                            |
| --- | ----------- | ----------- | -------------- | -------------------------------------------------------------------------------------- |
| | Petr Mrázek | Kapusok     | David Madlener | Játékvezetők: Lassi Heikkinen Mikko Kaukokari Vonalbírók: Tim Heffner Lauri Nikulainen |
| \| Kaše (PS) – 19:32 \| 1–0 \| \| \| Kubalík (Tomášek, Špaček) (PP) – 35:49 \| 2–0 \| \| \| Flek (Stránský) (PP) – 36:53 \| 3–0 \| \| \| Tomášek (Palát, Kubalík) – 41:31 \| 4–0 \| \| |             |             |                | Játékvezetők: Lassi Heikkinen Mikko Kaukokari Vonalbírók: Tim Heffner Lauri Nikulainen |
| 6 perc | Büntetések  | 6 perc      |                | Játékvezetők: Lassi Heikkinen Mikko Kaukokari Vonalbírók: Tim Heffner Lauri Nikulainen |
| 30 | Lövések     | 21          |                | Játékvezetők: Lassi Heikkinen Mikko Kaukokari Vonalbírók: Tim Heffner Lauri Nikulainen |
| Kaše (PS) – 19:32 | 1–0         |             |                | Játékvezetők: Lassi Heikkinen Mikko Kaukokari Vonalbírók: Tim Heffner Lauri Nikulainen |
| Kubalík (Tomášek, Špaček) (PP) – 35:49 | 2–0         |             |                | Játékvezetők: Lassi Heikkinen Mikko Kaukokari Vonalbírók: Tim Heffner Lauri Nikulainen |
| Flek (Stránský) (PP) – 36:53 | 3–0         |             |                | Játékvezetők: Lassi Heikkinen Mikko Kaukokari Vonalbírók: Tim Heffner Lauri Nikulainen |
| Tomášek (Palát, Kubalík) – 41:31 | 4–0         |             |                |                                                                                        |

| 2024. május 18. 12:20 | Dánia | 0–8 (0–2, 0–3, 0–3) | Svájc | O2 Aréna, Prága Nézőszám: 17 225 |

| Jegyzőkönyv | Jegyzőkönyv                     | Jegyzőkönyv                           | Jegyzőkönyv     | Jegyzőkönyv                                                                          |
| --- | ------------------------------- | ------------------------------------- | --------------- | ------------------------------------------------------------------------------------ |
| | Frederik Dichow Mathias Seldrup | Kapusok                               | Leonardo Genoni | Játékvezetők: Jan Hribik Mikko Kaukokari Vonalbírók: Daniel Hynek Tarrington Wyonzek |
| \| \| 0–1 \| 04:10 – Hischier (Fiala, Josi) \| \| \| 0–2 \| 17:15 – Josi \| \| \| 0–3 \| 20:39 – Fiala (Ambühl, Hischier) (PP) \| \| \| 0–4 \| 23:58 – Fiala (Hischier) \| \| \| 0–5 \| 33:43 – Senteler (Simion) \| \| \| 0–6 \| 42:49 – Thürkauf (SH) \| \| \| 0–7 \| 45:26 – Bertschy (Scherwey, Thurkauf) \| \| \| 0–8 \| 54:18 – Scherwey (Bertschy, Kukan) \| |                                 |                                       |                 | Játékvezetők: Jan Hribik Mikko Kaukokari Vonalbírók: Daniel Hynek Tarrington Wyonzek |
| 10 perc | Büntetések                      | 4 perc                                |                 | Játékvezetők: Jan Hribik Mikko Kaukokari Vonalbírók: Daniel Hynek Tarrington Wyonzek |
| 17 | Lövések                         | 29                                    |                 | Játékvezetők: Jan Hribik Mikko Kaukokari Vonalbírók: Daniel Hynek Tarrington Wyonzek |
| | 0–1                             | 04:10 – Hischier (Fiala, Josi)        |                 | Játékvezetők: Jan Hribik Mikko Kaukokari Vonalbírók: Daniel Hynek Tarrington Wyonzek |
| | 0–2                             | 17:15 – Josi                          |                 | Játékvezetők: Jan Hribik Mikko Kaukokari Vonalbírók: Daniel Hynek Tarrington Wyonzek |
| | 0–3                             | 20:39 – Fiala (Ambühl, Hischier) (PP) |                 | Játékvezetők: Jan Hribik Mikko Kaukokari Vonalbírók: Daniel Hynek Tarrington Wyonzek |
| | 0–4                             | 23:58 – Fiala (Hischier)              |                 |                                                                                      |
| | 0–5                             | 33:43 – Senteler (Simion)             |                 |                                                                                      |
| | 0–6                             | 42:49 – Thürkauf (SH)                 |                 |                                                                                      |
| | 0–7                             | 45:26 – Bertschy (Scherwey, Thurkauf) |                 |                                                                                      |
| | 0–8                             | 54:18 – Scherwey (Bertschy, Kukan)    |                 |                                                                                      |

| 2024. május 18. 16:20 | Kanada | 5–3 (2–2, 1–1, 2–0) | Finnország | O2 Aréna, Prága Nézőszám: 17 303 |

| Jegyzőkönyv | Jegyzőkönyv       | Jegyzőkönyv                                 | Jegyzőkönyv  | Jegyzőkönyv                                                                         |
| --- | ----------------- | ------------------------------------------- | ------------ | ----------------------------------------------------------------------------------- |
| | Jordan Binnington | Kapusok                                     | Harri Säteri | Játékvezetők: Sean MacFarlane André Schrader Vonalbírók: Emil Yletyinen Dāvis Zunde |
| \| \| 0–1 \| 01:35 – Puljujärvi (Rissanen, Innala) \| \| \| 0–2 \| 03:51 – Puustinen (Hyry, Saarijärvi) (PP) \| \| Cozens (Mangiapane, Power) – 14:53 \| 1–2 \| \| \| Tanev (Tavares) – 16:30 \| 2–2 \| \| \| \| 2–3 \| 36:07 – Puljujärvi (Vittasmäki, Mäenalanen) \| \| Power (Cozens, Parayko) – 37:12 \| 3–3 \| \| \| Hagel (Tavares, Dubois) – 51:32 \| 4–3 \| \| \| Mercer (Power) (EN) – 59:39 \| 5–3 \| \| |                   |                                             |              | Játékvezetők: Sean MacFarlane André Schrader Vonalbírók: Emil Yletyinen Dāvis Zunde |
| 31 perc | Büntetések        | 8 perc                                      |              | Játékvezetők: Sean MacFarlane André Schrader Vonalbírók: Emil Yletyinen Dāvis Zunde |
| 22 | Lövések           | 32                                          |              | Játékvezetők: Sean MacFarlane André Schrader Vonalbírók: Emil Yletyinen Dāvis Zunde |
| | 0–1               | 01:35 – Puljujärvi (Rissanen, Innala)       |              | Játékvezetők: Sean MacFarlane André Schrader Vonalbírók: Emil Yletyinen Dāvis Zunde |
| | 0–2               | 03:51 – Puustinen (Hyry, Saarijärvi) (PP)   |              | Játékvezetők: Sean MacFarlane André Schrader Vonalbírók: Emil Yletyinen Dāvis Zunde |
| Cozens (Mangiapane, Power) – 14:53 | 1–2               |                                             |              | Játékvezetők: Sean MacFarlane André Schrader Vonalbírók: Emil Yletyinen Dāvis Zunde |
| Tanev (Tavares) – 16:30 | 2–2               |                                             |              |                                                                                     |
| | 2–3               | 36:07 – Puljujärvi (Vittasmäki, Mäenalanen) |              |                                                                                     |
| Power (Cozens, Parayko) – 37:12 | 3–3               |                                             |              |                                                                                     |
| Hagel (Tavares, Dubois) – 51:32 | 4–3               |                                             |              |                                                                                     |
| Mercer (Power) (EN) – 59:39 | 5–3               |                                             |              |                                                                                     |

| 2024. május 18. 20:20 | Csehország | 4–1 (2–0, 2–1, 0–0) | Nagy-Britannia | O2 Aréna, Prága Nézőszám: 17 413 |

| Jegyzőkönyv | Jegyzőkönyv  | Jegyzőkönyv                         | Jegyzőkönyv | Jegyzőkönyv                                                                          |
| --- | ------------ | ----------------------------------- | ----------- | ------------------------------------------------------------------------------------ |
| | Lukáš Dostál | Kapusok                             | Ben Bowns   | Játékvezetők: Mark Pearce Michael Tscherrig Vonalbírók: Dario Fuchs Lauri Nikulainen |
| \| Sedlák (Červenka, Krejčík) – 02:18 \| 1–0 \| \| \| Krejčík (Gudas, Červenka) – 04:46 \| 2–0 \| \| \| Sedlák (Červenka, Kaše) – 20:36 \| 3–0 \| \| \| \| 3–1 \| 22:17 – Mosey (Kirk, O'Connor) (PP) \| \| Kaše (Sedlák, Červenka) (PP) – 32:15 \| 4–1 \| \| |              |                                     |             | Játékvezetők: Mark Pearce Michael Tscherrig Vonalbírók: Dario Fuchs Lauri Nikulainen |
| 10 perc | Büntetések   | 4 perc                              |             | Játékvezetők: Mark Pearce Michael Tscherrig Vonalbírók: Dario Fuchs Lauri Nikulainen |
| 45 | Lövések      | 15                                  |             | Játékvezetők: Mark Pearce Michael Tscherrig Vonalbírók: Dario Fuchs Lauri Nikulainen |
| Sedlák (Červenka, Krejčík) – 02:18 | 1–0          |                                     |             | Játékvezetők: Mark Pearce Michael Tscherrig Vonalbírók: Dario Fuchs Lauri Nikulainen |
| Krejčík (Gudas, Červenka) – 04:46 | 2–0          |                                     |             | Játékvezetők: Mark Pearce Michael Tscherrig Vonalbírók: Dario Fuchs Lauri Nikulainen |
| Sedlák (Červenka, Kaše) – 20:36 | 3–0          |                                     |             | Játékvezetők: Mark Pearce Michael Tscherrig Vonalbírók: Dario Fuchs Lauri Nikulainen |
| | 3–1          | 22:17 – Mosey (Kirk, O'Connor) (PP) |             |                                                                                      |
| Kaše (Sedlák, Červenka) (PP) – 32:15 | 4–1          |                                     |             |                                                                                      |

| 2024. május 19. 16:20 | Norvégia | 1–4 (0–0, 0–3, 1–1) | Ausztria | O2 Aréna, Prága Nézőszám: 16 565 |

| Jegyzőkönyv | Jegyzőkönyv      | Jegyzőkönyv                             | Jegyzőkönyv   | Jegyzőkönyv                                                                         |
| --- | ---------------- | --------------------------------------- | ------------- | ----------------------------------------------------------------------------------- |
| | Henrik Haukeland | Kapusok                                 | David Kickert | Játékvezetők: Tobias Björk Michael Tscherrig Vonalbírók: Dario Fuchs Emil Yletyinen |
| \| \| 0–1 \| 28:14 – Schneider (Heinrich, Rossi) \| \| \| 0–2 \| 28:54 – Zwerger (Schneider, Rossi) \| \| \| 0–3 \| 33:53 – Schneider (Rossi, Brunner) (EA) \| \| Engebråten (Zuccarello) – 53:04 \| 1–3 \| \| \| \| 1–4 \| 57:24 – M. Huber (Zwerger) (EN) \| |                  |                                         |               | Játékvezetők: Tobias Björk Michael Tscherrig Vonalbírók: Dario Fuchs Emil Yletyinen |
| 12 perc | Büntetések       | 10 perc                                 |               | Játékvezetők: Tobias Björk Michael Tscherrig Vonalbírók: Dario Fuchs Emil Yletyinen |
| 27 | Lövések          | 27                                      |               | Játékvezetők: Tobias Björk Michael Tscherrig Vonalbírók: Dario Fuchs Emil Yletyinen |
| | 0–1              | 28:14 – Schneider (Heinrich, Rossi)     |               | Játékvezetők: Tobias Björk Michael Tscherrig Vonalbírók: Dario Fuchs Emil Yletyinen |
| | 0–2              | 28:54 – Zwerger (Schneider, Rossi)      |               | Játékvezetők: Tobias Björk Michael Tscherrig Vonalbírók: Dario Fuchs Emil Yletyinen |
| | 0–3              | 33:53 – Schneider (Rossi, Brunner) (EA) |               | Játékvezetők: Tobias Björk Michael Tscherrig Vonalbírók: Dario Fuchs Emil Yletyinen |
| Engebråten (Zuccarello) – 53:04 | 1–3              |                                         |               |                                                                                     |
| | 1–4              | 57:24 – M. Huber (Zwerger) (EN)         |               |                                                                                     |

| 2024. május 19. 20:20 | Svájc | 2–3 (1–1, 1–2, 0–0) | Kanada | O2 Aréna, Prága Nézőszám: 17 268 |

| Jegyzőkönyv | Jegyzőkönyv     | Jegyzőkönyv                               | Jegyzőkönyv       | Jegyzőkönyv                                                                          |
| --- | --------------- | ----------------------------------------- | ----------------- | ------------------------------------------------------------------------------------ |
| | Leonardo Genoni | Kapusok                                   | Jordan Binnington | Játékvezetők: Lassi Heikkinen Jan Hribik Vonalbírók: Kevin Briganti Lauri Nikulainen |
| \| \| 0–1 \| 01:42 – Cozens (Tavares, Mangiapane) (PP) \| \| Fiala (Hischier, Josi) (PP) – 11:15 \| 1–1 \| \| \| Loeffel (Thürkauf, Fora) – 25:03 \| 2–1 \| \| \| \| 2–2 \| 28:46 – Cozens (Mangiapane, Tavares) (PP) \| \| \| 2–3 \| 30:39 – Paul (Mangiapane, Cozens) (PP) \| |                 |                                           |                   | Játékvezetők: Lassi Heikkinen Jan Hribik Vonalbírók: Kevin Briganti Lauri Nikulainen |
| 31 perc | Büntetések      | 12 perc                                   |                   | Játékvezetők: Lassi Heikkinen Jan Hribik Vonalbírók: Kevin Briganti Lauri Nikulainen |
| 22 | Lövések         | 23                                        |                   | Játékvezetők: Lassi Heikkinen Jan Hribik Vonalbírók: Kevin Briganti Lauri Nikulainen |
| | 0–1             | 01:42 – Cozens (Tavares, Mangiapane) (PP) |                   | Játékvezetők: Lassi Heikkinen Jan Hribik Vonalbírók: Kevin Briganti Lauri Nikulainen |
| Fiala (Hischier, Josi) (PP) – 11:15 | 1–1             |                                           |                   | Játékvezetők: Lassi Heikkinen Jan Hribik Vonalbírók: Kevin Briganti Lauri Nikulainen |
| Loeffel (Thürkauf, Fora) – 25:03 | 2–1             |                                           |                   | Játékvezetők: Lassi Heikkinen Jan Hribik Vonalbírók: Kevin Briganti Lauri Nikulainen |
| | 2–2             | 28:46 – Cozens (Mangiapane, Tavares) (PP) |                   |                                                                                      |
| | 2–3             | 30:39 – Paul (Mangiapane, Cozens) (PP)    |                   |                                                                                      |

| 2024. május 20. 16:20 | Nagy-Britannia | 2–5 (0–3, 1–1, 1–1) | Norvégia | O2 Aréna, Prága Nézőszám: 13 679 |

| Jegyzőkönyv | Jegyzőkönyv     | Jegyzőkönyv                                          | Jegyzőkönyv      | Jegyzőkönyv                                                                  |
| --- | --------------- | ---------------------------------------------------- | ---------------- | ---------------------------------------------------------------------------- |
| | Jackson Whistle | Kapusok                                              | Henrik Haukeland | Játékvezetők: Martin Fraňo Mark Pearce Vonalbírók: Jiří Ondráček Dāvis Zunde |
| \| \| 0–1 \| 04:34 – Vikingstad (Krogdahl, Engebråten) \| \| \| 0–2 \| 06:46 – Thoresen \| \| \| 0–3 \| 12:25 – Olsen (Steen, Brandsegg-Nygård) \| \| \| 0–4 \| 21:18 – Brandsegg-Nygård (Thoresen, Zuccarello) (PP) \| \| Perlini (Dowd, O'Connor) (PP) – 24:56 \| 1–4 \| \| \| \| 1–5 \| 44:36 – Olsen (Brandsegg-Nygård) \| \| Betteridge (Lake, Mosey) – 47:25 \| 2–5 \| \| |                 |                                                      |                  | Játékvezetők: Martin Fraňo Mark Pearce Vonalbírók: Jiří Ondráček Dāvis Zunde |
| 12 perc | Büntetések      | 6 perc                                               |                  | Játékvezetők: Martin Fraňo Mark Pearce Vonalbírók: Jiří Ondráček Dāvis Zunde |
| 25 | Lövések         | 42                                                   |                  | Játékvezetők: Martin Fraňo Mark Pearce Vonalbírók: Jiří Ondráček Dāvis Zunde |
| | 0–1             | 04:34 – Vikingstad (Krogdahl, Engebråten)            |                  | Játékvezetők: Martin Fraňo Mark Pearce Vonalbírók: Jiří Ondráček Dāvis Zunde |
| | 0–2             | 06:46 – Thoresen                                     |                  | Játékvezetők: Martin Fraňo Mark Pearce Vonalbírók: Jiří Ondráček Dāvis Zunde |
| | 0–3             | 12:25 – Olsen (Steen, Brandsegg-Nygård)              |                  | Játékvezetők: Martin Fraňo Mark Pearce Vonalbírók: Jiří Ondráček Dāvis Zunde |
| | 0–4             | 21:18 – Brandsegg-Nygård (Thoresen, Zuccarello) (PP) |                  |                                                                              |
| Perlini (Dowd, O'Connor) (PP) – 24:56 | 1–4             |                                                      |                  |                                                                              |
| | 1–5             | 44:36 – Olsen (Brandsegg-Nygård)                     |                  |                                                                              |
| Betteridge (Lake, Mosey) – 47:25 | 2–5             |                                                      |                  |                                                                              |

| 2024. május 20. 20:20 | Finnország | 3–1 (0–0, 0–0, 3–1) | Dánia | O2 Aréna, Prága Nézőszám: 16 251 |

| Jegyzőkönyv | Jegyzőkönyv | Jegyzőkönyv                           | Jegyzőkönyv     | Jegyzőkönyv                                                                         |
| --- | ----------- | ------------------------------------- | --------------- | ----------------------------------------------------------------------------------- |
| | Emil Larmi  | Kapusok                               | Mathias Seldrup | Játékvezetők: Michael Campbell Michael Tscherrig Vonalbírók: Dario Fuchs Josef Špůr |
| \| Björninen (Mattila, Määttä) – 43:26 \| 1–0 \| \| \| Rissanen – 45:03 \| 2–0 \| \| \| \| 2–1 \| 58:16 – True (Mølgaard, Russell) (EA) \| \| Jormakka (EN) – 59:07 \| 3–1 \| \| |             |                                       |                 | Játékvezetők: Michael Campbell Michael Tscherrig Vonalbírók: Dario Fuchs Josef Špůr |
| 4 perc | Büntetések  | 8 perc                                |                 | Játékvezetők: Michael Campbell Michael Tscherrig Vonalbírók: Dario Fuchs Josef Špůr |
| 35 | Lövések     | 22                                    |                 | Játékvezetők: Michael Campbell Michael Tscherrig Vonalbírók: Dario Fuchs Josef Špůr |
| Björninen (Mattila, Määttä) – 43:26 | 1–0         |                                       |                 | Játékvezetők: Michael Campbell Michael Tscherrig Vonalbírók: Dario Fuchs Josef Špůr |
| Rissanen – 45:03 | 2–0         |                                       |                 | Játékvezetők: Michael Campbell Michael Tscherrig Vonalbírók: Dario Fuchs Josef Špůr |
| | 2–1         | 58:16 – True (Mølgaard, Russell) (EA) |                 | Játékvezetők: Michael Campbell Michael Tscherrig Vonalbírók: Dario Fuchs Josef Špůr |
| Jormakka (EN) – 59:07 | 3–1         |                                       |                 |                                                                                     |

| 2024. május 21. 12:20 | Ausztria | 2–4 (0–0, 1–1, 1–3) | Nagy-Britannia | O2 Aréna, Prága Nézőszám: 16 306 |

| Jegyzőkönyv | Jegyzőkönyv   | Jegyzőkönyv                           | Jegyzőkönyv | Jegyzőkönyv                                                               |
| --- | ------------- | ------------------------------------- | ----------- | ------------------------------------------------------------------------- |
| | David Kickert | Kapusok                               | Ben Bowns   | Játékvezetők: Jan Hribik Mark Pearce Vonalbírók: Jiří Ondráček Josef Špůr |
| \| Unterweger (Zwerger, Haudum) (PP) – 22:40 \| 1–0 \| \| \| \| 1–1 \| 27:44 – O'Connor (Lake) (PP2) \| \| \| 1–2 \| 41:59 – Perlini (Dowd, O'Connor) (PP) \| \| \| 1–3 \| 50:25 – Mosey (Duggan, Tetlow) \| \| \| 1–4 \| 55:31 – Dowd (Perlini) (EN) \| \| M. Huber (Haudum, Zwerger) (PP) – 59:15 \| 2–4 \| \| |               |                                       |             | Játékvezetők: Jan Hribik Mark Pearce Vonalbírók: Jiří Ondráček Josef Špůr |
| 8 perc | Büntetések    | 10 perc                               |             | Játékvezetők: Jan Hribik Mark Pearce Vonalbírók: Jiří Ondráček Josef Špůr |
| 28 | Lövések       | 32                                    |             | Játékvezetők: Jan Hribik Mark Pearce Vonalbírók: Jiří Ondráček Josef Špůr |
| Unterweger (Zwerger, Haudum) (PP) – 22:40 | 1–0           |                                       |             | Játékvezetők: Jan Hribik Mark Pearce Vonalbírók: Jiří Ondráček Josef Špůr |
| | 1–1           | 27:44 – O'Connor (Lake) (PP2)         |             | Játékvezetők: Jan Hribik Mark Pearce Vonalbírók: Jiří Ondráček Josef Špůr |
| | 1–2           | 41:59 – Perlini (Dowd, O'Connor) (PP) |             | Játékvezetők: Jan Hribik Mark Pearce Vonalbírók: Jiří Ondráček Josef Špůr |
| | 1–3           | 50:25 – Mosey (Duggan, Tetlow)        |             |                                                                           |
| | 1–4           | 55:31 – Dowd (Perlini) (EN)           |             |                                                                           |
| M. Huber (Haudum, Zwerger) (PP) – 59:15 | 2–4           |                                       |             |                                                                           |

| 2024. május 21. 16:20 | Kanada | 4–3 (h.u.) (0–0, 0–0, 3–3) (h.u.: 1–0) | Csehország | O2 Aréna, Prága Nézőszám: 17 314 |

| Jegyzőkönyv | Jegyzőkönyv       | Jegyzőkönyv                               | Jegyzőkönyv  | Jegyzőkönyv                                                                          |
| --- | ----------------- | ----------------------------------------- | ------------ | ------------------------------------------------------------------------------------ |
| | Jordan Binnington | Kapusok                                   | Lukáš Dostál | Játékvezetők: Tobias Björk Mikko Kaukokari Vonalbírók: Kevin Briganti Emil Yletyinen |
| \| Cozens (Power, Paul) (PP) – 41:01 \| 1–0 \| \| \| \| 1–1 \| 49:11 – Kubalík (Nečas, Sedlák) (PP) \| \| Mercer (Severson) – 51:01 \| 2–1 \| \| \| Hagel (Tavares, Dubois) – 55:42 \| 3–1 \| \| \| \| 3–2 \| 56:56 – Palát (Špaček, Červenka) (PP, EA) \| \| \| 3–3 \| 58:11 – Červenka (Nečas, Špaček) (EA) \| \| Cozens (SH) – 63:13 \| 4–3 \| \| |                   |                                           |              | Játékvezetők: Tobias Björk Mikko Kaukokari Vonalbírók: Kevin Briganti Emil Yletyinen |
| 8 perc | Büntetések        | 4 perc                                    |              | Játékvezetők: Tobias Björk Mikko Kaukokari Vonalbírók: Kevin Briganti Emil Yletyinen |
| 26 | Lövések           | 22                                        |              | Játékvezetők: Tobias Björk Mikko Kaukokari Vonalbírók: Kevin Briganti Emil Yletyinen |
| Cozens (Power, Paul) (PP) – 41:01 | 1–0               |                                           |              | Játékvezetők: Tobias Björk Mikko Kaukokari Vonalbírók: Kevin Briganti Emil Yletyinen |
| | 1–1               | 49:11 – Kubalík (Nečas, Sedlák) (PP)      |              | Játékvezetők: Tobias Björk Mikko Kaukokari Vonalbírók: Kevin Briganti Emil Yletyinen |
| Mercer (Severson) – 51:01 | 2–1               |                                           |              | Játékvezetők: Tobias Björk Mikko Kaukokari Vonalbírók: Kevin Briganti Emil Yletyinen |
| Hagel (Tavares, Dubois) – 55:42 | 3–1               |                                           |              |                                                                                      |
| | 3–2               | 56:56 – Palát (Špaček, Červenka) (PP, EA) |              |                                                                                      |
| | 3–3               | 58:11 – Červenka (Nečas, Špaček) (EA)     |              |                                                                                      |
| Cozens (SH) – 63:13 | 4–3               |                                           |              |                                                                                      |

| 2024. május 21. 20:20 | Finnország | 1–3 (0–0, 1–2, 0–1) | Svájc | O2 Aréna, Prága Nézőszám: 17 118 |

| Jegyzőkönyv | Jegyzőkönyv  | Jegyzőkönyv                           | Jegyzőkönyv  | Jegyzőkönyv                                                                            |
| --- | ------------ | ------------------------------------- | ------------ | -------------------------------------------------------------------------------------- |
| | Harri Säteri | Kapusok                               | Akira Schmid | Játékvezetők: Michael Campbell Martin Fraňo Vonalbírók: Tarrington Wyonzek Dāvis Zunde |
| \| \| 0–1 \| 25:14 – Fiala (Loeffel) \| \| \| 0–2 \| 27:26 – Glauser (Niederreiter, Fiala) \| \| Innala (Granlund, Lehtonen) (PP) – 37:51 \| 1–2 \| \| \| \| 1–3 \| 56:33 – Fiala (Niederreiter) \| |              |                                       |              | Játékvezetők: Michael Campbell Martin Fraňo Vonalbírók: Tarrington Wyonzek Dāvis Zunde |
| 29 perc | Büntetések   | 4 perc                                |              | Játékvezetők: Michael Campbell Martin Fraňo Vonalbírók: Tarrington Wyonzek Dāvis Zunde |
| 16 | Lövések      | 26                                    |              | Játékvezetők: Michael Campbell Martin Fraňo Vonalbírók: Tarrington Wyonzek Dāvis Zunde |
| | 0–1          | 25:14 – Fiala (Loeffel)               |              | Játékvezetők: Michael Campbell Martin Fraňo Vonalbírók: Tarrington Wyonzek Dāvis Zunde |
| | 0–2          | 27:26 – Glauser (Niederreiter, Fiala) |              | Játékvezetők: Michael Campbell Martin Fraňo Vonalbírók: Tarrington Wyonzek Dāvis Zunde |
| Innala (Granlund, Lehtonen) (PP) – 37:51 | 1–2          |                                       |              | Játékvezetők: Michael Campbell Martin Fraňo Vonalbírók: Tarrington Wyonzek Dāvis Zunde |
| | 1–3          | 56:33 – Fiala (Niederreiter)          |              |                                                                                        |

### B csoport
| Hely. | Csapat           | M | Gy | HGy | HV | V | G+ | G– | Gk  | P  | Továbbjutás vagy kiesés      |
| ----- | ---------------- | - | -- | --- | -- | - | -- | -- | --- | -- | ---------------------------- |
| 1.    | Svédország       | 7 | 7  | 0   | 0  | 0 | 35 | 9  | +26 | 21 | Továbbjutott a negyeddöntőbe |
| 2.    | Egyesült Államok | 7 | 5  | 0   | 1  | 1 | 37 | 16 | +21 | 16 | Továbbjutott a negyeddöntőbe |
| 3.    | Németország      | 7 | 5  | 0   | 0  | 2 | 34 | 24 | +10 | 15 | Továbbjutott a negyeddöntőbe |
| 4.    | Szlovákia        | 7 | 3  | 1   | 1  | 2 | 26 | 23 | +3  | 12 | Továbbjutott a negyeddöntőbe |
| 5.    | Lettország       | 7 | 1  | 3   | 0  | 3 | 19 | 29 | −10 | 9  |                              |
| 6.    | Kazahsztán       | 7 | 2  | 0   | 0  | 5 | 12 | 31 | −19 | 6  |                              |
| 7.    | Franciaország    | 7 | 1  | 0   | 1  | 5 | 13 | 26 | −13 | 4  |                              |
| 8.    | Lengyelország    | 7 | 0  | 0   | 1  | 6 | 11 | 29 | −18 | 1  | Kiesett a divízió I A-ba     |

| 2024. május 10. 16:20 | Szlovákia | 4–6 (0–0, 2–3, 2–3) | Németország | Ostravar Aréna, Ostrava Nézőszám: 9109 |

| Jegyzőkönyv | Jegyzőkönyv         | Jegyzőkönyv                             | Jegyzőkönyv      | Jegyzőkönyv                                                                      |
| --- | ------------------- | --------------------------------------- | ---------------- | -------------------------------------------------------------------------------- |
| | Stanislav Škorvánek | Kapusok                                 | Philipp Grubauer | Játékvezetők: Lassi Heikkinen Mark Pearce Vonalbírók: Kevin Briganti Dāvis Zunde |
| \| \| 0–1 \| 29:46 – Kahun (Ehliz, Pföderl) (PP2) \| \| \| 0–2 \| 32:31 – Müller (Michaelis, Tuomie) (PP) \| \| Hrivík (Cehlárik, Slafkovský) – 36:06 \| 1–2 \| \| \| Fehérváry (Pospíšil) – 38:09 \| 2–2 \| \| \| \| 2–3 \| 39:31 – Kälble \| \| \| 2–4 \| 44:27 – Michaelis (Pföderl, Ehliz) \| \| Hudáček (Slafkovský, Hrivík) – 54:13 \| 3–4 \| \| \| \| 3–5 \| 56:02 – Pföderl (Ehliz, Müller) \| \| \| 3–6 \| 58:55 – Eder (EN) \| \| Sukeľ (Kelemen, Regenda) – 59:45 \| 4–6 \| \| |                     |                                         |                  | Játékvezetők: Lassi Heikkinen Mark Pearce Vonalbírók: Kevin Briganti Dāvis Zunde |
| 14 perc | Büntetések          | 8 perc                                  |                  | Játékvezetők: Lassi Heikkinen Mark Pearce Vonalbírók: Kevin Briganti Dāvis Zunde |
| 39 | Lövések             | 22                                      |                  | Játékvezetők: Lassi Heikkinen Mark Pearce Vonalbírók: Kevin Briganti Dāvis Zunde |
| | 0–1                 | 29:46 – Kahun (Ehliz, Pföderl) (PP2)    |                  | Játékvezetők: Lassi Heikkinen Mark Pearce Vonalbírók: Kevin Briganti Dāvis Zunde |
| | 0–2                 | 32:31 – Müller (Michaelis, Tuomie) (PP) |                  | Játékvezetők: Lassi Heikkinen Mark Pearce Vonalbírók: Kevin Briganti Dāvis Zunde |
| Hrivík (Cehlárik, Slafkovský) – 36:06 | 1–2                 |                                         |                  | Játékvezetők: Lassi Heikkinen Mark Pearce Vonalbírók: Kevin Briganti Dāvis Zunde |
| Fehérváry (Pospíšil) – 38:09 | 2–2                 |                                         |                  |                                                                                  |
| | 2–3                 | 39:31 – Kälble                          |                  |                                                                                  |
| | 2–4                 | 44:27 – Michaelis (Pföderl, Ehliz)      |                  |                                                                                  |
| Hudáček (Slafkovský, Hrivík) – 54:13 | 3–4                 |                                         |                  |                                                                                  |
| | 3–5                 | 56:02 – Pföderl (Ehliz, Müller)         |                  |                                                                                  |
| | 3–6                 | 58:55 – Eder (EN)                       |                  |                                                                                  |
| Sukeľ (Kelemen, Regenda) – 59:45 | 4–6                 |                                         |                  |                                                                                  |

| 2024. május 10. 20:20 | Svédország | 5–2 (1–0, 2–1, 2–1) | Egyesült Államok | Ostravar Aréna, Ostrava Nézőszám: 9109 |

| Jegyzőkönyv | Jegyzőkönyv      | Jegyzőkönyv                       | Jegyzőkönyv | Jegyzőkönyv                                                                |
| --- | ---------------- | --------------------------------- | ----------- | -------------------------------------------------------------------------- |
| | Filip Gustavsson | Kapusok                           | Alex Lyon   | Játékvezetők: Martin Fraňo Jan Hribik Vonalbírók: Jiří Ondráček Josef Špůr |
| \| Eriksson Ek (Heed, M. Johansson) (EA) – 08:20 \| 1–0 \| \| \| Raymond (Hedman, Eriksson Ek) – 23:45 \| 2–0 \| \| \| \| 2–1 \| 32:32 – Werenski (Jones, Boldy) \| \| M. Johansson (Holmberg, Pettersson) – 36:39 \| 3–1 \| \| \| \| 3–2 \| 43:43 – Nelson (Gaudreau, Vlasic) \| \| Hedman (Holmberg, Kempe) (SH) (EN) – 59:01 \| 4–2 \| \| \| Eriksson Ek (Frödén) (EN) – 59:54 \| 5–2 \| \| |                  |                                   |             | Játékvezetők: Martin Fraňo Jan Hribik Vonalbírók: Jiří Ondráček Josef Špůr |
| 6 perc | Büntetések       | 0 perc                            |             | Játékvezetők: Martin Fraňo Jan Hribik Vonalbírók: Jiří Ondráček Josef Špůr |
| 38 | Lövések          | 30                                |             | Játékvezetők: Martin Fraňo Jan Hribik Vonalbírók: Jiří Ondráček Josef Špůr |
| Eriksson Ek (Heed, M. Johansson) (EA) – 08:20 | 1–0              |                                   |             | Játékvezetők: Martin Fraňo Jan Hribik Vonalbírók: Jiří Ondráček Josef Špůr |
| Raymond (Hedman, Eriksson Ek) – 23:45 | 2–0              |                                   |             | Játékvezetők: Martin Fraňo Jan Hribik Vonalbírók: Jiří Ondráček Josef Špůr |
| | 2–1              | 32:32 – Werenski (Jones, Boldy)   |             | Játékvezetők: Martin Fraňo Jan Hribik Vonalbírók: Jiří Ondráček Josef Špůr |
| M. Johansson (Holmberg, Pettersson) – 36:39 | 3–1              |                                   |             |                                                                            |
| | 3–2              | 43:43 – Nelson (Gaudreau, Vlasic) |             |                                                                            |
| Hedman (Holmberg, Kempe) (SH) (EN) – 59:01 | 4–2              |                                   |             |                                                                            |
| Eriksson Ek (Frödén) (EN) – 59:54 | 5–2              |                                   |             |                                                                            |

| 2024. május 11. 12:20 | Franciaország | 1–3 (1–2, 0–1, 0–0) | Kazahsztán | Ostravar Aréna, Ostrava Nézőszám: 9109 |

| Jegyzőkönyv | Jegyzőkönyv      | Jegyzőkönyv                                 | Jegyzőkönyv   | Jegyzőkönyv                                                                         |
| --- | ---------------- | ------------------------------------------- | ------------- | ----------------------------------------------------------------------------------- |
| | Sebastian Ylönen | Kapusok                                     | Andrei Shutov | Játékvezetők: Michael Campbell Michael Tscherrig Vonalbírók: Josef Špůr Dāvis Zunde |
| \| Cantagallo (Boudon, Rech) – 02:00 \| 1–0 \| \| \| \| 1–1 \| 03:06 – Starchenko (Rymarev) \| \| \| 1–2 \| 07:30 – Mukhametov (Orekhov, Savitski) (PP) \| \| \| 1–3 \| 37:47 – Savitski (Daniyar) (SH) \| |                  |                                             |               | Játékvezetők: Michael Campbell Michael Tscherrig Vonalbírók: Josef Špůr Dāvis Zunde |
| 2 perc | Büntetések       | 4 perc                                      |               | Játékvezetők: Michael Campbell Michael Tscherrig Vonalbírók: Josef Špůr Dāvis Zunde |
| 29 | Lövések          | 24                                          |               | Játékvezetők: Michael Campbell Michael Tscherrig Vonalbírók: Josef Špůr Dāvis Zunde |
| Cantagallo (Boudon, Rech) – 02:00 | 1–0              |                                             |               | Játékvezetők: Michael Campbell Michael Tscherrig Vonalbírók: Josef Špůr Dāvis Zunde |
| | 1–1              | 03:06 – Starchenko (Rymarev)                |               | Játékvezetők: Michael Campbell Michael Tscherrig Vonalbírók: Josef Špůr Dāvis Zunde |
| | 1–2              | 07:30 – Mukhametov (Orekhov, Savitski) (PP) |               | Játékvezetők: Michael Campbell Michael Tscherrig Vonalbírók: Josef Špůr Dāvis Zunde |
| | 1–3              | 37:47 – Savitski (Daniyar) (SH)             |               |                                                                                     |

| 2024. május 11. 16:20 | Lengyelország | 4–5 (h.u.) (1–0, 1–1, 2–3) (h.u.: 0–1) | Lettország | Ostravar Aréna, Ostrava Nézőszám: 9109 |

| Jegyzőkönyv | Jegyzőkönyv | Jegyzőkönyv                              | Jegyzőkönyv      | Jegyzőkönyv                                                                     |
| --- | ----------- | ---------------------------------------- | ---------------- | ------------------------------------------------------------------------------- |
| | John Murray | Kapusok                                  | Elvis Merzļikins | Játékvezetők: Jan Hribik Mark Pearce Vonalbírók: Dario Fuchs Tarrington Wyonzek |
| \| Maciaś (Michalski) – 15:29 \| 1–0 \| \| \| \| 1–1 \| 22:18 – Mamčics (Ansons, Indrašis) \| \| Wałęga (Urbanowicz, Dronia) – 28:15 \| 2–1 \| \| \| \| 2–2 \| 42:32 – Ābols (Daugaviņš) (SH) \| \| Maciaś (Dziubiński) – 47:56 \| 3–2 \| \| \| \| 3–3 \| 52:25 – Daugaviņš (Zīle, Dzierkals) \| \| \| 3–4 \| 54:54 – Ri. Bukarts (Ro. Bukarts, Batņa) \| \| Bryk (Michalski) – 56:24 \| 4–4 \| \| \| \| 4–5 \| 63:29 – Daugaviņš (Ābols) \| |             |                                          |                  | Játékvezetők: Jan Hribik Mark Pearce Vonalbírók: Dario Fuchs Tarrington Wyonzek |
| 4 perc | Büntetések  | 8 perc                                   |                  | Játékvezetők: Jan Hribik Mark Pearce Vonalbírók: Dario Fuchs Tarrington Wyonzek |
| 22 | Lövések     | 37                                       |                  | Játékvezetők: Jan Hribik Mark Pearce Vonalbírók: Dario Fuchs Tarrington Wyonzek |
| Maciaś (Michalski) – 15:29 | 1–0         |                                          |                  | Játékvezetők: Jan Hribik Mark Pearce Vonalbírók: Dario Fuchs Tarrington Wyonzek |
| | 1–1         | 22:18 – Mamčics (Ansons, Indrašis)       |                  | Játékvezetők: Jan Hribik Mark Pearce Vonalbírók: Dario Fuchs Tarrington Wyonzek |
| Wałęga (Urbanowicz, Dronia) – 28:15 | 2–1         |                                          |                  | Játékvezetők: Jan Hribik Mark Pearce Vonalbírók: Dario Fuchs Tarrington Wyonzek |
| | 2–2         | 42:32 – Ābols (Daugaviņš) (SH)           |                  |                                                                                 |
| Maciaś (Dziubiński) – 47:56 | 3–2         |                                          |                  |                                                                                 |
| | 3–3         | 52:25 – Daugaviņš (Zīle, Dzierkals)      |                  |                                                                                 |
| | 3–4         | 54:54 – Ri. Bukarts (Ro. Bukarts, Batņa) |                  |                                                                                 |
| Bryk (Michalski) – 56:24 | 4–4         |                                          |                  |                                                                                 |
| | 4–5         | 63:29 – Daugaviņš (Ābols)                |                  |                                                                                 |

| 2024. május 11. 20:20 | Egyesült Államok | 6–1 (2–0, 2–1, 2–0) | Németország | Ostravar Aréna, Ostrava Nézőszám: 9109 |

| Jegyzőkönyv | Jegyzőkönyv              | Jegyzőkönyv                        | Jegyzőkönyv          | Jegyzőkönyv                                                                            |
| --- | ------------------------ | ---------------------------------- | -------------------- | -------------------------------------------------------------------------------------- |
| | Alex Lyon Trey Augustine | Kapusok                            | Mathias Niederberger | Játékvezetők: Tobias Björk Mikko Kaukokari Vonalbírók: Lauri Nikulainen Emil Yletyinen |
| \| Tkachuk (Kesselring, Leonard) – 12:15 \| 1–0 \| \| \| Kesselring (Nelson, Gaudreau) – 17:20 \| 2–0 \| \| \| Gaudreau (Boldy, Caufield) (PP) – 32:23 \| 3–0 \| \| \| \| 3–1 \| 34:05 – Ehliz (Pföderl, Michaelis) \| \| Hughes (Caufield, Pinto) – 39:57 \| 4–1 \| \| \| Zegras (Pinto) (PP) – 50:09 \| 5–1 \| \| \| Eyssimont (Kunin, Jones) – 52:28 \| 6–1 \| \| |                          |                                    |                      | Játékvezetők: Tobias Björk Mikko Kaukokari Vonalbírók: Lauri Nikulainen Emil Yletyinen |
| 2 perc | Büntetések               | 6 perc                             |                      | Játékvezetők: Tobias Björk Mikko Kaukokari Vonalbírók: Lauri Nikulainen Emil Yletyinen |
| 43 | Lövések                  | 26                                 |                      | Játékvezetők: Tobias Björk Mikko Kaukokari Vonalbírók: Lauri Nikulainen Emil Yletyinen |
| Tkachuk (Kesselring, Leonard) – 12:15 | 1–0                      |                                    |                      | Játékvezetők: Tobias Björk Mikko Kaukokari Vonalbírók: Lauri Nikulainen Emil Yletyinen |
| Kesselring (Nelson, Gaudreau) – 17:20 | 2–0                      |                                    |                      | Játékvezetők: Tobias Björk Mikko Kaukokari Vonalbírók: Lauri Nikulainen Emil Yletyinen |
| Gaudreau (Boldy, Caufield) (PP) – 32:23 | 3–0                      |                                    |                      | Játékvezetők: Tobias Björk Mikko Kaukokari Vonalbírók: Lauri Nikulainen Emil Yletyinen |
| | 3–1                      | 34:05 – Ehliz (Pföderl, Michaelis) |                      |                                                                                        |
| Hughes (Caufield, Pinto) – 39:57 | 4–1                      |                                    |                      |                                                                                        |
| Zegras (Pinto) (PP) – 50:09 | 5–1                      |                                    |                      |                                                                                        |
| Eyssimont (Kunin, Jones) – 52:28 | 6–1                      |                                    |                      |                                                                                        |

| 2024. május 12. 12:20 | Szlovákia | 6–2 (3–0, 1–1, 2–1) | Kazahsztán | Ostravar Aréna, Ostrava Nézőszám: 9109 |

| Jegyzőkönyv | Jegyzőkönyv         | Jegyzőkönyv                               | Jegyzőkönyv                   | Jegyzőkönyv                                                                       |
| --- | ------------------- | ----------------------------------------- | ----------------------------- | --------------------------------------------------------------------------------- |
| | Stanislav Škorvánek | Kapusok                                   | Andrei Shutov Nikita Boyarkin | Játékvezetők: Martin Fraňo Mikko Kaukokari Vonalbírók: Kevin Briganti Dario Fuchs |
| \| Pospíšil (Nemec, Slafkovský) – 11:54 \| 1–0 \| \| \| Faško-Rudáš (Koch, Sukeľ) – 12:28 \| 2–0 \| \| \| Sukeľ (Faško-Rudáš, Gajdoš) – 17:56 \| 3–0 \| \| \| \| 3–1 \| 32:02 – Asetov (Daniyar, Mukhametov) (EA) \| \| Hudáček (PS) – 28:28 \| 4–1 \| \| \| Pospíšil (Hudáček, Nemec) – 41:18 \| 5–1 \| \| \| Cingel (Hudáček) – 45:06 \| 6–1 \| \| \| \| 6–2 \| 51:05 – Omirbekov (Mikhailis, Daniyar) \| |                     |                                           |                               | Játékvezetők: Martin Fraňo Mikko Kaukokari Vonalbírók: Kevin Briganti Dario Fuchs |
| 10 perc | Büntetések          | 8 perc                                    |                               | Játékvezetők: Martin Fraňo Mikko Kaukokari Vonalbírók: Kevin Briganti Dario Fuchs |
| 42 | Lövések             | 16                                        |                               | Játékvezetők: Martin Fraňo Mikko Kaukokari Vonalbírók: Kevin Briganti Dario Fuchs |
| Pospíšil (Nemec, Slafkovský) – 11:54 | 1–0                 |                                           |                               | Játékvezetők: Martin Fraňo Mikko Kaukokari Vonalbírók: Kevin Briganti Dario Fuchs |
| Faško-Rudáš (Koch, Sukeľ) – 12:28 | 2–0                 |                                           |                               | Játékvezetők: Martin Fraňo Mikko Kaukokari Vonalbírók: Kevin Briganti Dario Fuchs |
| Sukeľ (Faško-Rudáš, Gajdoš) – 17:56 | 3–0                 |                                           |                               | Játékvezetők: Martin Fraňo Mikko Kaukokari Vonalbírók: Kevin Briganti Dario Fuchs |
| | 3–1                 | 32:02 – Asetov (Daniyar, Mukhametov) (EA) |                               |                                                                                   |
| Hudáček (PS) – 28:28 | 4–1                 |                                           |                               |                                                                                   |
| Pospíšil (Hudáček, Nemec) – 41:18 | 5–1                 |                                           |                               |                                                                                   |
| Cingel (Hudáček) – 45:06 | 6–1                 |                                           |                               |                                                                                   |
| | 6–2                 | 51:05 – Omirbekov (Mikhailis, Daniyar)    |                               |                                                                                   |

| 2024. május 12. 16:20 | Lettország | 3–2 (h.u.) (0–1, 0–0, 2–1) (h.u.: 1–0) | Franciaország | Ostravar Aréna, Ostrava Nézőszám: 8525 |

| Jegyzőkönyv | Jegyzőkönyv      | Jegyzőkönyv                               | Jegyzőkönyv  | Jegyzőkönyv                                                                         |
| --- | ---------------- | ----------------------------------------- | ------------ | ----------------------------------------------------------------------------------- |
| | Elvis Merzļikins | Kapusok                                   | Julian Junca | Játékvezetők: Tobias Björk Lassi Heikkinen Vonalbírók: Jiří Ondráček Emil Yletyinen |
| \| \| 0–1 \| 16:02 – Da Costa (Auvitu, Bertrand) (PP2) \| \| Ābols (Freibergs, Dzierkals) – 42:59 \| 1–1 \| \| \| Ro. Bukarts (Daugaviņš, Jaks) (PP) – 51:48 \| 2–1 \| \| \| \| 2–2 \| 56:51 – Bellemare (Da Costa) \| \| Daugaviņš – 64:59 \| 3–2 \| \| |                  |                                           |              | Játékvezetők: Tobias Björk Lassi Heikkinen Vonalbírók: Jiří Ondráček Emil Yletyinen |
| 29 perc | Büntetések       | 35 perc                                   |              | Játékvezetők: Tobias Björk Lassi Heikkinen Vonalbírók: Jiří Ondráček Emil Yletyinen |
| 36 | Lövések          | 29                                        |              | Játékvezetők: Tobias Björk Lassi Heikkinen Vonalbírók: Jiří Ondráček Emil Yletyinen |
| | 0–1              | 16:02 – Da Costa (Auvitu, Bertrand) (PP2) |              | Játékvezetők: Tobias Björk Lassi Heikkinen Vonalbírók: Jiří Ondráček Emil Yletyinen |
| Ābols (Freibergs, Dzierkals) – 42:59 | 1–1              |                                           |              | Játékvezetők: Tobias Björk Lassi Heikkinen Vonalbírók: Jiří Ondráček Emil Yletyinen |
| Ro. Bukarts (Daugaviņš, Jaks) (PP) – 51:48 | 2–1              |                                           |              | Játékvezetők: Tobias Björk Lassi Heikkinen Vonalbírók: Jiří Ondráček Emil Yletyinen |
| | 2–2              | 56:51 – Bellemare (Da Costa)              |              |                                                                                     |
| Daugaviņš – 64:59 | 3–2              |                                           |              |                                                                                     |

| 2024. május 12. 20:20 | Svédország | 5–1 (2–0, 1–0, 2–1) | Lengyelország | Ostravar Aréna, Ostrava Nézőszám: 8425 |

| Jegyzőkönyv | Jegyzőkönyv      | Jegyzőkönyv          | Jegyzőkönyv     | Jegyzőkönyv                                                                                      |
| --- | ---------------- | -------------------- | --------------- | ------------------------------------------------------------------------------------------------ |
| | Filip Gustavsson | Kapusok              | David Zabolotny | Játékvezetők: Michael Campbell Michael Tscherrig Vonalbírók: Lauri Nikulainen Tarrington Wyonzek |
| \| M. Johansson (Hedman, Karlsson) – 03:34 \| 1–0 \| \| \| Raymond (Kempe) – 06:17 \| 2–0 \| \| \| Karlsson (Burakovsky, M. Johansson) – 32:31 \| 3–0 \| \| \| \| 3–1 \| 42:18 – Łyszczarczyk \| \| Burakovsky (Dahlin, Olofsson) (PP) – 54:27 \| 4–1 \| \| \| Karlsson (Hedman, Gustavsson) (PP) – 55:25 \| 5–1 \| \| |                  |                      |                 | Játékvezetők: Michael Campbell Michael Tscherrig Vonalbírók: Lauri Nikulainen Tarrington Wyonzek |
| 4 perc | Büntetések       | 10 perc              |                 | Játékvezetők: Michael Campbell Michael Tscherrig Vonalbírók: Lauri Nikulainen Tarrington Wyonzek |
| 38 | Lövések          | 15                   |                 | Játékvezetők: Michael Campbell Michael Tscherrig Vonalbírók: Lauri Nikulainen Tarrington Wyonzek |
| M. Johansson (Hedman, Karlsson) – 03:34 | 1–0              |                      |                 | Játékvezetők: Michael Campbell Michael Tscherrig Vonalbírók: Lauri Nikulainen Tarrington Wyonzek |
| Raymond (Kempe) – 06:17 | 2–0              |                      |                 | Játékvezetők: Michael Campbell Michael Tscherrig Vonalbírók: Lauri Nikulainen Tarrington Wyonzek |
| Karlsson (Burakovsky, M. Johansson) – 32:31 | 3–0              |                      |                 | Játékvezetők: Michael Campbell Michael Tscherrig Vonalbírók: Lauri Nikulainen Tarrington Wyonzek |
| | 3–1              | 42:18 – Łyszczarczyk |                 |                                                                                                  |
| Burakovsky (Dahlin, Olofsson) (PP) – 54:27 | 4–1              |                      |                 |                                                                                                  |
| Karlsson (Hedman, Gustavsson) (PP) – 55:25 | 5–1              |                      |                 |                                                                                                  |

| 2024. május 13. 16:20 | Egyesült Államok | 4–5 (h.u.) (0–2, 1–2, 3–0) (h.u.: 0–1) | Szlovákia | Ostravar Aréna, Ostrava Nézőszám: 9109 |

| Jegyzőkönyv | Jegyzőkönyv                     | Jegyzőkönyv                         | Jegyzőkönyv   | Jegyzőkönyv                                                                      |
| --- | ------------------------------- | ----------------------------------- | ------------- | -------------------------------------------------------------------------------- |
| | Alex Nedeljkovic Trey Augustine | Kapusok                             | Samuel Hlavaj | Játékvezetők: Michael Campbell Mark Pearce Vonalbírók: Josef Špůr Emil Yletyinen |
| \| \| 0–1 \| 03:17 – Kelemen (Sukeľ, Kudrna) \| \| \| 0–2 \| 11:26 – Hudáček (Tatar) \| \| Boldy (Hughes, Gaudreau) – 24:48 \| 1–2 \| \| \| \| 1–3 \| 27:03 – Nemec (Fehérváry, Pospíšil) \| \| \| 1–4 \| 28:47 – Koch (Pospíšil, Kelemen) \| \| Pinto (Farabee, Zegras) – 44:32 \| 2–4 \| \| \| Tkachuk (Pinto) – 53:56 \| 3–4 \| \| \| Hughes (Sanderson) – 56:38 \| 4–4 \| \| \| \| 4–5 \| 63:56 – Kelemen (Nemec, Pospíšil) \| |                                 |                                     |               | Játékvezetők: Michael Campbell Mark Pearce Vonalbírók: Josef Špůr Emil Yletyinen |
| 8 perc | Büntetések                      | 8 perc                              |               | Játékvezetők: Michael Campbell Mark Pearce Vonalbírók: Josef Špůr Emil Yletyinen |
| 43 | Lövések                         | 25                                  |               | Játékvezetők: Michael Campbell Mark Pearce Vonalbírók: Josef Špůr Emil Yletyinen |
| | 0–1                             | 03:17 – Kelemen (Sukeľ, Kudrna)     |               | Játékvezetők: Michael Campbell Mark Pearce Vonalbírók: Josef Špůr Emil Yletyinen |
| | 0–2                             | 11:26 – Hudáček (Tatar)             |               | Játékvezetők: Michael Campbell Mark Pearce Vonalbírók: Josef Špůr Emil Yletyinen |
| Boldy (Hughes, Gaudreau) – 24:48 | 1–2                             |                                     |               | Játékvezetők: Michael Campbell Mark Pearce Vonalbírók: Josef Špůr Emil Yletyinen |
| | 1–3                             | 27:03 – Nemec (Fehérváry, Pospíšil) |               |                                                                                  |
| | 1–4                             | 28:47 – Koch (Pospíšil, Kelemen)    |               |                                                                                  |
| Pinto (Farabee, Zegras) – 44:32 | 2–4                             |                                     |               |                                                                                  |
| Tkachuk (Pinto) – 53:56 | 3–4                             |                                     |               |                                                                                  |
| Hughes (Sanderson) – 56:38 | 4–4                             |                                     |               |                                                                                  |
| | 4–5                             | 63:56 – Kelemen (Nemec, Pospíšil)   |               |                                                                                  |

| 2024. május 13. 20:20 | Németország | 1–6 (0–3, 0–2, 1–1) | Svédország | Ostravar Aréna, Ostrava Nézőszám: 8309 |

| Jegyzőkönyv | Jegyzőkönyv                           | Jegyzőkönyv                                 | Jegyzőkönyv   | Jegyzőkönyv                                                                             |
| --- | ------------------------------------- | ------------------------------------------- | ------------- | --------------------------------------------------------------------------------------- |
| | Philipp Grubauer Mathias Niederberger | Kapusok                                     | Samuel Ersson | Játékvezetők: Jan Hribik Michael Tscherrig Vonalbírók: Jiří Ondráček Tarrington Wyonzek |
| \| \| 0–1 \| 02:54 – E. Karlsson (Frödén) \| \| \| 0–2 \| 14:52 – Pettersson (Heed, Burakovsky) \| \| \| 0–3 \| 19:57 – Olofsson (Dahlin, Burakovsky) (PP) \| \| \| 0–4 \| 24:31 – Grundström (Dahlin, L. Johansson) \| \| \| 0–5 \| 29:22 – Burakovsky (Holmberg, M. Johansson) \| \| Pföderl (Michaelis, Ehliz) – 47:38 \| 1–5 \| \| \| \| 1–6 \| 51:08 – Lundeström (Karlsson, Bengtsson) \| |                                       |                                             |               | Játékvezetők: Jan Hribik Michael Tscherrig Vonalbírók: Jiří Ondráček Tarrington Wyonzek |
| 14 perc | Büntetések                            | 2 perc                                      |               | Játékvezetők: Jan Hribik Michael Tscherrig Vonalbírók: Jiří Ondráček Tarrington Wyonzek |
| 16 | Lövések                               | 46                                          |               | Játékvezetők: Jan Hribik Michael Tscherrig Vonalbírók: Jiří Ondráček Tarrington Wyonzek |
| | 0–1                                   | 02:54 – E. Karlsson (Frödén)                |               | Játékvezetők: Jan Hribik Michael Tscherrig Vonalbírók: Jiří Ondráček Tarrington Wyonzek |
| | 0–2                                   | 14:52 – Pettersson (Heed, Burakovsky)       |               | Játékvezetők: Jan Hribik Michael Tscherrig Vonalbírók: Jiří Ondráček Tarrington Wyonzek |
| | 0–3                                   | 19:57 – Olofsson (Dahlin, Burakovsky) (PP)  |               | Játékvezetők: Jan Hribik Michael Tscherrig Vonalbírók: Jiří Ondráček Tarrington Wyonzek |
| | 0–4                                   | 24:31 – Grundström (Dahlin, L. Johansson)   |               |                                                                                         |
| | 0–5                                   | 29:22 – Burakovsky (Holmberg, M. Johansson) |               |                                                                                         |
| Pföderl (Michaelis, Ehliz) – 47:38 | 1–5                                   |                                             |               |                                                                                         |
| | 1–6                                   | 51:08 – Lundeström (Karlsson, Bengtsson)    |               |                                                                                         |

| 2024. május 14. 16:20 | Kazahsztán | 0–2 (0–0, 0–2, 0–0) | Lettország | Ostravar Aréna, Ostrava Nézőszám: 7025 |

| Jegyzőkönyv                                                              | Jegyzőkönyv   | Jegyzőkönyv                 | Jegyzőkönyv         | Jegyzőkönyv                                                                        |
| ------------------------------------------------------------------------ | ------------- | --------------------------- | ------------------- | ---------------------------------------------------------------------------------- |
|                                                                          | Andrei Shutov | Kapusok                     | Kristers Gudļevskis | Játékvezetők: Tobias Björk Kristian Vikman Vonalbírók: Nick Briganti Andreas Hofer |
| \| \| 0–1 \| 31:48 – Ro. Bukarts (Batņa) \| \| \| 0–2 \| 35:22 – Egle \| |               |                             |                     | Játékvezetők: Tobias Björk Kristian Vikman Vonalbírók: Nick Briganti Andreas Hofer |
| 2 perc                                                                   | Büntetések    | 8 perc                      |                     | Játékvezetők: Tobias Björk Kristian Vikman Vonalbírók: Nick Briganti Andreas Hofer |
| 22                                                                       | Lövések       | 26                          |                     | Játékvezetők: Tobias Björk Kristian Vikman Vonalbírók: Nick Briganti Andreas Hofer |
|                                                                          | 0–1           | 31:48 – Ro. Bukarts (Batņa) |                     | Játékvezetők: Tobias Björk Kristian Vikman Vonalbírók: Nick Briganti Andreas Hofer |
|                                                                          | 0–2           | 35:22 – Egle                |                     | Játékvezetők: Tobias Björk Kristian Vikman Vonalbírók: Nick Briganti Andreas Hofer |

| 2024. május 14. 20:20 | Lengyelország | 2–4 (0–2, 2–2, 0–0) | Franciaország | Ostravar Aréna, Ostrava Nézőszám: 6797 |

| Jegyzőkönyv | Jegyzőkönyv             | Jegyzőkönyv                               | Jegyzőkönyv      | Jegyzőkönyv                                                                      |
| --- | ----------------------- | ----------------------------------------- | ---------------- | -------------------------------------------------------------------------------- |
| | John Murray Tomáš Fučík | Kapusok                                   | Sebastian Ylönen | Játékvezetők: Riku Brander Martin Fraňo Vonalbírók: Dario Fuchs Lauri Nikulainen |
| \| \| 0–1 \| 08:47 – Addamo (Treille, Gallet) \| \| \| 0–2 \| 11:32 – Addamo (Auvitu, K. Bozon) \| \| \| 0–3 \| 24:21 – Da Costa (Chakiachvili) (PP) \| \| \| 0–4 \| 27:46 – Bellemare (Da Costa, Auvitu) (PP) \| \| Paś (Zygmunt, Wałęga) – 36:08 \| 1–4 \| \| \| Fraszko (Wronka) – 37:39 \| 2–4 \| \| |                         |                                           |                  | Játékvezetők: Riku Brander Martin Fraňo Vonalbírók: Dario Fuchs Lauri Nikulainen |
| 8 perc | Büntetések              | 8 perc                                    |                  | Játékvezetők: Riku Brander Martin Fraňo Vonalbírók: Dario Fuchs Lauri Nikulainen |
| 25 | Lövések                 | 32                                        |                  | Játékvezetők: Riku Brander Martin Fraňo Vonalbírók: Dario Fuchs Lauri Nikulainen |
| | 0–1                     | 08:47 – Addamo (Treille, Gallet)          |                  | Játékvezetők: Riku Brander Martin Fraňo Vonalbírók: Dario Fuchs Lauri Nikulainen |
| | 0–2                     | 11:32 – Addamo (Auvitu, K. Bozon)         |                  | Játékvezetők: Riku Brander Martin Fraňo Vonalbírók: Dario Fuchs Lauri Nikulainen |
| | 0–3                     | 24:21 – Da Costa (Chakiachvili) (PP)      |                  | Játékvezetők: Riku Brander Martin Fraňo Vonalbírók: Dario Fuchs Lauri Nikulainen |
| | 0–4                     | 27:46 – Bellemare (Da Costa, Auvitu) (PP) |                  |                                                                                  |
| Paś (Zygmunt, Wałęga) – 36:08 | 1–4                     |                                           |                  |                                                                                  |
| Fraszko (Wronka) – 37:39 | 2–4                     |                                           |                  |                                                                                  |

| 2024. május 15. 16:20 | Németország | 8–1 (2–0, 5–1, 1–0) | Lettország | Ostravar Aréna, Ostrava Nézőszám: 8652 |

| Jegyzőkönyv | Jegyzőkönyv      | Jegyzőkönyv               | Jegyzőkönyv                          | Jegyzőkönyv                                                                      |
| --- | ---------------- | ------------------------- | ------------------------------------ | -------------------------------------------------------------------------------- |
| | Philipp Grubauer | Kapusok                   | Kristers Gudļevskis Elvis Merzļikins | Játékvezetők: Riku Brander Michael Campbell Vonalbírók: Jiří Ondráček Josef Špůr |
| \| Kahun (Kälble, Tiffels) – 05:27 \| 1–0 \| \| \| Wissmann (PP) – 18:05 \| 2–0 \| \| \| Pföderl (Ehliz, J. Müller) – 20:48 \| 3–0 \| \| \| Tuomie (Kastner, Ugbelike) – 22:42 \| 4–0 \| \| \| Peterka (Reichel, Wissmann) (PP) – 25:37 \| 5–0 \| \| \| Michaelis (Ehliz, J. Müller) (PP) – 30:54 \| 6–0 \| \| \| Peterka (Stachowiak, Reichel) – 35:53 \| 7–0 \| \| \| \| 7–1 \| 39:02– Komuls (Dzierkals) \| \| Sturm – 44:28 \| 8–1 \| \| |                  |                           |                                      | Játékvezetők: Riku Brander Michael Campbell Vonalbírók: Jiří Ondráček Josef Špůr |
| 6 perc | Büntetések       | 12 perc                   |                                      | Játékvezetők: Riku Brander Michael Campbell Vonalbírók: Jiří Ondráček Josef Špůr |
| 31 | Lövések          | 21                        |                                      | Játékvezetők: Riku Brander Michael Campbell Vonalbírók: Jiří Ondráček Josef Špůr |
| Kahun (Kälble, Tiffels) – 05:27 | 1–0              |                           |                                      | Játékvezetők: Riku Brander Michael Campbell Vonalbírók: Jiří Ondráček Josef Špůr |
| Wissmann (PP) – 18:05 | 2–0              |                           |                                      | Játékvezetők: Riku Brander Michael Campbell Vonalbírók: Jiří Ondráček Josef Špůr |
| Pföderl (Ehliz, J. Müller) – 20:48 | 3–0              |                           |                                      | Játékvezetők: Riku Brander Michael Campbell Vonalbírók: Jiří Ondráček Josef Špůr |
| Tuomie (Kastner, Ugbelike) – 22:42 | 4–0              |                           |                                      |                                                                                  |
| Peterka (Reichel, Wissmann) (PP) – 25:37 | 5–0              |                           |                                      |                                                                                  |
| Michaelis (Ehliz, J. Müller) (PP) – 30:54 | 6–0              |                           |                                      |                                                                                  |
| Peterka (Stachowiak, Reichel) – 35:53 | 7–0              |                           |                                      |                                                                                  |
| | 7–1              | 39:02– Komuls (Dzierkals) |                                      |                                                                                  |
| Sturm – 44:28 | 8–1              |                           |                                      |                                                                                  |

| 2024. május 15. 20:20 | Szlovákia | 4–0 (2–0, 0–0, 2–0) | Lengyelország | Ostravar Aréna, Ostrava Nézőszám: 9109 |

| Jegyzőkönyv | Jegyzőkönyv   | Jegyzőkönyv | Jegyzőkönyv                 | Jegyzőkönyv                                                                   |
| --- | ------------- | ----------- | --------------------------- | ----------------------------------------------------------------------------- |
| | Samuel Hlavaj | Kapusok     | Tomáš Fučík David Zabolotny | Játékvezetők: Jan Hribik Mark Pearce Vonalbírók: Nick Briganti Emil Yletyinen |
| \| Cingel (Tatar, Koch) – 02:03 \| 1–0 \| \| \| Tatar (Nemec, Hudáček) – 11:46 \| 2–0 \| \| \| Cehlárik (Slafkovský) – 57:22 \| 3–0 \| \| \| Cingel (Koch, Tatar) – 57:34 \| 4–0 \| \| |               |             |                             | Játékvezetők: Jan Hribik Mark Pearce Vonalbírók: Nick Briganti Emil Yletyinen |
| 6 perc | Büntetések    | 8 perc      |                             | Játékvezetők: Jan Hribik Mark Pearce Vonalbírók: Nick Briganti Emil Yletyinen |
| 44 | Lövések       | 20          |                             | Játékvezetők: Jan Hribik Mark Pearce Vonalbírók: Nick Briganti Emil Yletyinen |
| Cingel (Tatar, Koch) – 02:03 | 1–0           |             |                             | Játékvezetők: Jan Hribik Mark Pearce Vonalbírók: Nick Briganti Emil Yletyinen |
| Tatar (Nemec, Hudáček) – 11:46 | 2–0           |             |                             | Játékvezetők: Jan Hribik Mark Pearce Vonalbírók: Nick Briganti Emil Yletyinen |
| Cehlárik (Slafkovský) – 57:22 | 3–0           |             |                             | Játékvezetők: Jan Hribik Mark Pearce Vonalbírók: Nick Briganti Emil Yletyinen |
| Cingel (Koch, Tatar) – 57:34 | 4–0           |             |                             |                                                                               |

| 2024. május 16. 16:20 | Kazahsztán | 1–3 (0–1, 0–1, 1–1) | Svédország | Ostravar Aréna, Ostrava Nézőszám: 5378 |

| Jegyzőkönyv | Jegyzőkönyv     | Jegyzőkönyv                                    | Jegyzőkönyv   | Jegyzőkönyv                                                                    |
| --- | --------------- | ---------------------------------------------- | ------------- | ------------------------------------------------------------------------------ |
| | Nikita Boyarkin | Kapusok                                        | Samuel Ersson | Játékvezetők: Martin Fraňo Mark Pearce Vonalbírók: Nick Briganti Andreas Hofer |
| \| \| 0–1 \| 10:20 – M. Johansson (Burakovsky, Brodin) \| \| \| 0–2 \| 35:08 – L. Johansson (Frödén, Pettersson) (SH) \| \| \| 0–3 \| 41:51 – Zetterlund (Lundeström) \| \| Beketayev (Rymarev, Starchenko) – 45:36 \| 1–3 \| \| |                 |                                                |               | Játékvezetők: Martin Fraňo Mark Pearce Vonalbírók: Nick Briganti Andreas Hofer |
| 31 perc | Büntetések      | 4 perc                                         |               | Játékvezetők: Martin Fraňo Mark Pearce Vonalbírók: Nick Briganti Andreas Hofer |
| 11 | Lövések         | 44                                             |               | Játékvezetők: Martin Fraňo Mark Pearce Vonalbírók: Nick Briganti Andreas Hofer |
| | 0–1             | 10:20 – M. Johansson (Burakovsky, Brodin)      |               | Játékvezetők: Martin Fraňo Mark Pearce Vonalbírók: Nick Briganti Andreas Hofer |
| | 0–2             | 35:08 – L. Johansson (Frödén, Pettersson) (SH) |               | Játékvezetők: Martin Fraňo Mark Pearce Vonalbírók: Nick Briganti Andreas Hofer |
| | 0–3             | 41:51 – Zetterlund (Lundeström)                |               | Játékvezetők: Martin Fraňo Mark Pearce Vonalbírók: Nick Briganti Andreas Hofer |
| Beketayev (Rymarev, Starchenko) – 45:36 | 1–3             |                                                |               |                                                                                |

| 2024. május 16. 20:20 | Egyesült Államok | 5–0 (4–0, 0–0, 1–0) | Franciaország | Ostravar Aréna, Ostrava Nézőszám: 5494 |

| Jegyzőkönyv | Jegyzőkönyv      | Jegyzőkönyv | Jegyzőkönyv                   | Jegyzőkönyv                                                                   |
| --- | ---------------- | ----------- | ----------------------------- | ----------------------------------------------------------------------------- |
| | Alex Nedeljkovic | Kapusok     | Julian Junca Quentin Papillon | Játékvezetők: Christoffer Holm Mikael Holm Vonalbírók: Oto Durmis Dario Fuchs |
| \| Nelson (Boldy, Jones) – 00:45 \| 1–0 \| \| \| Boldy (Sanderson, Hughes) – 03:24 \| 2–0 \| \| \| Boldy (Gaudreau, Nelson) – 12:30 \| 3–0 \| \| \| Gaudreau (Werenski, Nelson) – 18:07 \| 4–0 \| \| \| Pinto (Tkachuk) – 57:52 \| 5–0 \| \| |                  |             |                               | Játékvezetők: Christoffer Holm Mikael Holm Vonalbírók: Oto Durmis Dario Fuchs |
| 0 perc | Büntetések       | 8 perc      |                               | Játékvezetők: Christoffer Holm Mikael Holm Vonalbírók: Oto Durmis Dario Fuchs |
| 54 | Lövések          | 10          |                               | Játékvezetők: Christoffer Holm Mikael Holm Vonalbírók: Oto Durmis Dario Fuchs |
| Nelson (Boldy, Jones) – 00:45 | 1–0              |             |                               | Játékvezetők: Christoffer Holm Mikael Holm Vonalbírók: Oto Durmis Dario Fuchs |
| Boldy (Sanderson, Hughes) – 03:24 | 2–0              |             |                               | Játékvezetők: Christoffer Holm Mikael Holm Vonalbírók: Oto Durmis Dario Fuchs |
| Boldy (Gaudreau, Nelson) – 12:30 | 3–0              |             |                               | Játékvezetők: Christoffer Holm Mikael Holm Vonalbírók: Oto Durmis Dario Fuchs |
| Gaudreau (Werenski, Nelson) – 18:07 | 4–0              |             |                               |                                                                               |
| Pinto (Tkachuk) – 57:52 | 5–0              |             |                               |                                                                               |

| 2024. május 17. 16:20 | Németország | 8–2 (2–1, 3–0, 3–1) | Kazahsztán | Ostravar Aréna, Ostrava Nézőszám: 8479 |

| Jegyzőkönyv | Jegyzőkönyv      | Jegyzőkönyv                                 | Jegyzőkönyv   | Jegyzőkönyv                                                                    |
| --- | ---------------- | ------------------------------------------- | ------------- | ------------------------------------------------------------------------------ |
| | Philipp Grubauer | Kapusok                                     | Andrei Shutov | Játékvezetők: Mikael Holm Kristian Vikman Vonalbírók: Nick Briganti Josef Špůr |
| \| Szuber (Stachowiak, Peterka) – 01:02 \| 1–0 \| \| \| Tuomie (Kastner, Ugbelike) – 02:24 \| 2–0 \| \| \| \| 2–1 \| 07:59 – Starchenko (Rymarev, Panyukov) (PP) \| \| Peterka (Stachowiak, Wissmann) – 21:11 \| 3–1 \| \| \| Reichel (Pföderl) – 28:29 \| 4–1 \| \| \| Kälble (Peterka, Stachowiak) – 35:17 \| 5–1 \| \| \| Reichel (Peterka, Stachowiak) – 50:27 \| 6–1 \| \| \| \| 6–2 \| 51:52 – Korolyov (Boiko, Assetov) \| \| Tiffels (Sturm) (SH) – 54:14 \| 7–2 \| \| \| Kastner (Ehl, Tuomie) – 58:34 \| 8–2 \| \| |                  |                                             |               | Játékvezetők: Mikael Holm Kristian Vikman Vonalbírók: Nick Briganti Josef Špůr |
| 6 perc | Büntetések       | 2 perc                                      |               | Játékvezetők: Mikael Holm Kristian Vikman Vonalbírók: Nick Briganti Josef Špůr |
| 35 | Lövések          | 20                                          |               | Játékvezetők: Mikael Holm Kristian Vikman Vonalbírók: Nick Briganti Josef Špůr |
| Szuber (Stachowiak, Peterka) – 01:02 | 1–0              |                                             |               | Játékvezetők: Mikael Holm Kristian Vikman Vonalbírók: Nick Briganti Josef Špůr |
| Tuomie (Kastner, Ugbelike) – 02:24 | 2–0              |                                             |               | Játékvezetők: Mikael Holm Kristian Vikman Vonalbírók: Nick Briganti Josef Špůr |
| | 2–1              | 07:59 – Starchenko (Rymarev, Panyukov) (PP) |               | Játékvezetők: Mikael Holm Kristian Vikman Vonalbírók: Nick Briganti Josef Špůr |
| Peterka (Stachowiak, Wissmann) – 21:11 | 3–1              |                                             |               |                                                                                |
| Reichel (Pföderl) – 28:29 | 4–1              |                                             |               |                                                                                |
| Kälble (Peterka, Stachowiak) – 35:17 | 5–1              |                                             |               |                                                                                |
| Reichel (Peterka, Stachowiak) – 50:27 | 6–1              |                                             |               |                                                                                |
| | 6–2              | 51:52 – Korolyov (Boiko, Assetov)           |               |                                                                                |
| Tiffels (Sturm) (SH) – 54:14 | 7–2              |                                             |               |                                                                                |
| Kastner (Ehl, Tuomie) – 58:34 | 8–2              |                                             |               |                                                                                |

| 2024. május 17. 20:20 | Lengyelország | 1–4 (0–0, 0–2, 1–2) | Egyesült Államok | Ostravar Aréna, Ostrava Nézőszám: 8935 |

| Jegyzőkönyv | Jegyzőkönyv | Jegyzőkönyv                          | Jegyzőkönyv    | Jegyzőkönyv                                                                      |
| --- | ----------- | ------------------------------------ | -------------- | -------------------------------------------------------------------------------- |
| | John Murray | Kapusok                              | Trey Augustine | Játékvezetők: Riku Brander Christoffer Holm Vonalbírók: Oto Durmis Jiří Ondráček |
| \| \| 0–1 \| 30:11 – Kesselring (Tkachuk, Vlasic) \| \| \| 0–2 \| 39:17 – Tkachuk (Pinto, Sanderson) \| \| \| 0–3 \| 41:11 – Caufield (Tkachuk) \| \| Pasiut (Wronka, Kolusz) – 46:22 \| 1–3 \| \| \| \| 1–4 \| 49:15 – Caufield (Tkachuk, Pinto) \| |             |                                      |                | Játékvezetők: Riku Brander Christoffer Holm Vonalbírók: Oto Durmis Jiří Ondráček |
| 2 perc | Büntetések  | 8 perc                               |                | Játékvezetők: Riku Brander Christoffer Holm Vonalbírók: Oto Durmis Jiří Ondráček |
| 21 | Lövések     | 57                                   |                | Játékvezetők: Riku Brander Christoffer Holm Vonalbírók: Oto Durmis Jiří Ondráček |
| | 0–1         | 30:11 – Kesselring (Tkachuk, Vlasic) |                | Játékvezetők: Riku Brander Christoffer Holm Vonalbírók: Oto Durmis Jiří Ondráček |
| | 0–2         | 39:17 – Tkachuk (Pinto, Sanderson)   |                | Játékvezetők: Riku Brander Christoffer Holm Vonalbírók: Oto Durmis Jiří Ondráček |
| | 0–3         | 41:11 – Caufield (Tkachuk)           |                | Játékvezetők: Riku Brander Christoffer Holm Vonalbírók: Oto Durmis Jiří Ondráček |
| Pasiut (Wronka, Kolusz) – 46:22 | 1–3         |                                      |                |                                                                                  |
| | 1–4         | 49:15 – Caufield (Tkachuk, Pinto)    |                |                                                                                  |

| 2024. május 18. 12:20 | Lettország | 2–7 (0–2, 2–4, 0–1) | Svédország | Ostravar Aréna, Ostrava Nézőszám: 9109 |

| Jegyzőkönyv | Jegyzőkönyv                   | Jegyzőkönyv                                     | Jegyzőkönyv      | Jegyzőkönyv                                                                         |
| --- | ----------------------------- | ----------------------------------------------- | ---------------- | ----------------------------------------------------------------------------------- |
| | Elvis Merzļikins Ēriks Vītols | Kapusok                                         | Filip Gustavsson | Játékvezetők: Michael Campbell Tomáš Hronský Vonalbírók: Oto Durmis Shane Gustafson |
| \| \| 0–1 \| 04:50 – Dahlin (Olofsson) \| \| \| 0–2 \| 06:57 – Brodin (M. Johansson, Kempe) \| \| Daugaviņš (Komuls, Ri. Bukarts) – 22:54 \| 1–2 \| \| \| Mamčics (Dzierkals, Batņa) – 23:17 \| 2–2 \| \| \| \| 2–3 \| 32:59 – Zetterlund (Lundeström, Karlsson) \| \| \| 2–4 \| 33:16 – Zetterlund \| \| \| 2–5 \| 33:25 – Eriksson Ek (M. Johansson, Heed) \| \| \| 2–6 \| 35:36 – Pettersson (Burakovsky, Raymond) \| \| \| 2–7 \| 58:51 – M. Johansson (Holmberg, Bengtsson) (SH) \| |                               |                                                 |                  | Játékvezetők: Michael Campbell Tomáš Hronský Vonalbírók: Oto Durmis Shane Gustafson |
| 18 perc | Büntetések                    | 35 perc                                         |                  | Játékvezetők: Michael Campbell Tomáš Hronský Vonalbírók: Oto Durmis Shane Gustafson |
| 23 | Lövések                       | 34                                              |                  | Játékvezetők: Michael Campbell Tomáš Hronský Vonalbírók: Oto Durmis Shane Gustafson |
| | 0–1                           | 04:50 – Dahlin (Olofsson)                       |                  | Játékvezetők: Michael Campbell Tomáš Hronský Vonalbírók: Oto Durmis Shane Gustafson |
| | 0–2                           | 06:57 – Brodin (M. Johansson, Kempe)            |                  | Játékvezetők: Michael Campbell Tomáš Hronský Vonalbírók: Oto Durmis Shane Gustafson |
| Daugaviņš (Komuls, Ri. Bukarts) – 22:54 | 1–2                           |                                                 |                  | Játékvezetők: Michael Campbell Tomáš Hronský Vonalbírók: Oto Durmis Shane Gustafson |
| Mamčics (Dzierkals, Batņa) – 23:17 | 2–2                           |                                                 |                  |                                                                                     |
| | 2–3                           | 32:59 – Zetterlund (Lundeström, Karlsson)       |                  |                                                                                     |
| | 2–4                           | 33:16 – Zetterlund                              |                  |                                                                                     |
| | 2–5                           | 33:25 – Eriksson Ek (M. Johansson, Heed)        |                  |                                                                                     |
| | 2–6                           | 35:36 – Pettersson (Burakovsky, Raymond)        |                  |                                                                                     |
| | 2–7                           | 58:51 – M. Johansson (Holmberg, Bengtsson) (SH) |                  |                                                                                     |

| 2024. május 18. 16:20 | Németország | 4–2 (0–0, 2–0, 2–2) | Lengyelország | Ostravar Aréna, Ostrava Nézőszám: 9109 |

| Jegyzőkönyv | Jegyzőkönyv          | Jegyzőkönyv                              | Jegyzőkönyv     | Jegyzőkönyv                                                                        |
| --- | -------------------- | ---------------------------------------- | --------------- | ---------------------------------------------------------------------------------- |
| | Mathias Niederberger | Kapusok                                  | David Zabolotny | Játékvezetők: Mikael Holm Kristian Vikman Vonalbírók: Nick Briganti Anders Nyqvist |
| \| Ehl (Kastner, Tuomie) – 25:14 \| 1–0 \| \| \| Peterka (PS) – 35:17 \| 2–0 \| \| \| Ehliz (Pföderl, Michaelis) – 44:28 \| 3–0 \| \| \| \| 3–1 \| 53:13 – Wajda (Łyszczarczyk, Dziubiński) \| \| \| 3–2 \| 55:19 – Komorski (Kostek, Krężołek) \| \| Peterka (Reichel) – 56:11 \| 4–2 \| \| |                      |                                          |                 | Játékvezetők: Mikael Holm Kristian Vikman Vonalbírók: Nick Briganti Anders Nyqvist |
| 4 perc | Büntetések           | 4 perc                                   |                 | Játékvezetők: Mikael Holm Kristian Vikman Vonalbírók: Nick Briganti Anders Nyqvist |
| 35 | Lövések              | 21                                       |                 | Játékvezetők: Mikael Holm Kristian Vikman Vonalbírók: Nick Briganti Anders Nyqvist |
| Ehl (Kastner, Tuomie) – 25:14 | 1–0                  |                                          |                 | Játékvezetők: Mikael Holm Kristian Vikman Vonalbírók: Nick Briganti Anders Nyqvist |
| Peterka (PS) – 35:17 | 2–0                  |                                          |                 | Játékvezetők: Mikael Holm Kristian Vikman Vonalbírók: Nick Briganti Anders Nyqvist |
| Ehliz (Pföderl, Michaelis) – 44:28 | 3–0                  |                                          |                 | Játékvezetők: Mikael Holm Kristian Vikman Vonalbírók: Nick Briganti Anders Nyqvist |
| | 3–1                  | 53:13 – Wajda (Łyszczarczyk, Dziubiński) |                 |                                                                                    |
| | 3–2                  | 55:19 – Komorski (Kostek, Krężołek)      |                 |                                                                                    |
| Peterka (Reichel) – 56:11 | 4–2                  |                                          |                 |                                                                                    |

| 2024. május 18. 20:20 | Franciaország | 2–4 (0–1, 1–2, 1–1) | Szlovákia | Ostravar Aréna, Ostrava Nézőszám: 9109 |

| Jegyzőkönyv | Jegyzőkönyv                       | Jegyzőkönyv                         | Jegyzőkönyv   | Jegyzőkönyv                                                                        |
| --- | --------------------------------- | ----------------------------------- | ------------- | ---------------------------------------------------------------------------------- |
| | Sebastian Ylönen Quentin Papillon | Kapusok                             | Samuel Hlavaj | Játékvezetők: Andris Ansons Martin Fraňo Vonalbírók: Andreas Hofer Ludvig Lundgren |
| \| \| 0–1 \| 19:56 – Regenda (Grman, Cingel) \| \| \| 0–2 \| 22:35 – Hudáček (Nemec, Slafkovský) \| \| \| 0–3 \| 29:56 – Hudáček \| \| Treille (Bozon, Auvitu) – 35:44 \| 1–3 \| \| \| \| 1–4 \| 48:24 – Grman (Tatar, Hudáček) \| \| Chakiachvili (Rech) – 59:53 \| 2–4 \| \| |                                   |                                     |               | Játékvezetők: Andris Ansons Martin Fraňo Vonalbírók: Andreas Hofer Ludvig Lundgren |
| 8 perc | Büntetések                        | 6 perc                              |               | Játékvezetők: Andris Ansons Martin Fraňo Vonalbírók: Andreas Hofer Ludvig Lundgren |
| 27 | Lövések                           | 24                                  |               | Játékvezetők: Andris Ansons Martin Fraňo Vonalbírók: Andreas Hofer Ludvig Lundgren |
| | 0–1                               | 19:56 – Regenda (Grman, Cingel)     |               | Játékvezetők: Andris Ansons Martin Fraňo Vonalbírók: Andreas Hofer Ludvig Lundgren |
| | 0–2                               | 22:35 – Hudáček (Nemec, Slafkovský) |               | Játékvezetők: Andris Ansons Martin Fraňo Vonalbírók: Andreas Hofer Ludvig Lundgren |
| | 0–3                               | 29:56 – Hudáček                     |               | Játékvezetők: Andris Ansons Martin Fraňo Vonalbírók: Andreas Hofer Ludvig Lundgren |
| Treille (Bozon, Auvitu) – 35:44 | 1–3                               |                                     |               |                                                                                    |
| | 1–4                               | 48:24 – Grman (Tatar, Hudáček)      |               |                                                                                    |
| Chakiachvili (Rech) – 59:53 | 2–4                               |                                     |               |                                                                                    |

| 2024. május 19. 16:20 | Egyesült Államok | 10–1 (4–0, 3–0, 3–1) | Kazahsztán | Ostravar Aréna, Ostrava Nézőszám: 8468 |

| Jegyzőkönyv | Jegyzőkönyv      | Jegyzőkönyv                              | Jegyzőkönyv                   | Jegyzőkönyv                                                                    |
| --- | ---------------- | ---------------------------------------- | ----------------------------- | ------------------------------------------------------------------------------ |
| | Alex Nedeljkovic | Kapusok                                  | Nikita Boyarkin Andrei Shutov | Játékvezetők: Riku Brander Tomáš Hronský Vonalbírók: Oto Durmis Anders Nyqvist |
| \| Boldy (Nelson, Hughes) – 04:37 \| 1–0 \| \| \| Tkachuk (Werenski, Gaudreau) (PP) – 07:16 \| 2–0 \| \| \| Nelson (Sanderson, Boldy) – 16:50 \| 3–0 \| \| \| Tkachuk (Werenski, Gaudreau) (PP) – 18:28 \| 4–0 \| \| \| Brindley (Kessel, Kunin) – 21:39 \| 5–0 \| \| \| Boldy (Gaudreau, Tkachuk) (PP) – 23:32 \| 6–0 \| \| \| Kunin (Boldy, Werenski) – 31:04 \| 7–0 \| \| \| Tkachuk (Boldy, Gaudreau) (PP) – 45:21 \| 8–0 \| \| \| Hayes (Petry) – 45:42 \| 9–0 \| \| \| \| 9–1 \| 46:57 – Omirbekov (Korolyov, Starchenko) \| \| Gaudreau (Boldy) – 50:06 \| 10–1 \| \| |                  |                                          |                               | Játékvezetők: Riku Brander Tomáš Hronský Vonalbírók: Oto Durmis Anders Nyqvist |
| 4 perc | Büntetések       | 14 perc                                  |                               | Játékvezetők: Riku Brander Tomáš Hronský Vonalbírók: Oto Durmis Anders Nyqvist |
| 58 | Lövések          | 14                                       |                               | Játékvezetők: Riku Brander Tomáš Hronský Vonalbírók: Oto Durmis Anders Nyqvist |
| Boldy (Nelson, Hughes) – 04:37 | 1–0              |                                          |                               | Játékvezetők: Riku Brander Tomáš Hronský Vonalbírók: Oto Durmis Anders Nyqvist |
| Tkachuk (Werenski, Gaudreau) (PP) – 07:16 | 2–0              |                                          |                               | Játékvezetők: Riku Brander Tomáš Hronský Vonalbírók: Oto Durmis Anders Nyqvist |
| Nelson (Sanderson, Boldy) – 16:50 | 3–0              |                                          |                               | Játékvezetők: Riku Brander Tomáš Hronský Vonalbírók: Oto Durmis Anders Nyqvist |
| Tkachuk (Werenski, Gaudreau) (PP) – 18:28 | 4–0              |                                          |                               |                                                                                |
| Brindley (Kessel, Kunin) – 21:39 | 5–0              |                                          |                               |                                                                                |
| Boldy (Gaudreau, Tkachuk) (PP) – 23:32 | 6–0              |                                          |                               |                                                                                |
| Kunin (Boldy, Werenski) – 31:04 | 7–0              |                                          |                               |                                                                                |
| Tkachuk (Boldy, Gaudreau) (PP) – 45:21 | 8–0              |                                          |                               |                                                                                |
| Hayes (Petry) – 45:42 | 9–0              |                                          |                               |                                                                                |
| | 9–1              | 46:57 – Omirbekov (Korolyov, Starchenko) |                               |                                                                                |
| Gaudreau (Boldy) – 50:06 | 10–1             |                                          |                               |                                                                                |

| 2024. május 19. 20:20 | Szlovákia | 2–3 (sz.) (0–1, 0–0, 2–1) (h.u.: 0–0) (sz.: 0–1) | Lettország | Ostravar Aréna, Ostrava Nézőszám: 9109 |

| Jegyzőkönyv | Jegyzőkönyv   | Jegyzőkönyv                                                          | Jegyzőkönyv         | Jegyzőkönyv                                                                          |
| --- | ------------- | -------------------------------------------------------------------- | ------------------- | ------------------------------------------------------------------------------------ |
| | Samuel Hlavaj | Kapusok                                                              | Kristers Gudļevskis | Játékvezetők: Christoffer Holm Kristian Vikman Vonalbírók: Tim Heffner Andreas Hofer |
| \| \| 0–1 \| 18:39 – Freibergs (Indrašis, Ro. Bukarts) \| \| Pospíšil (Regenda, Ivan) – 42:06 \| 1–1 \| \| \| Cehlárik (Slafkovský, Hrivík) – 58:16 \| 2–1 \| \| \| \| 2–2 \| 58:40 – Cibuļskis (Jaks, Indrašis) (EA) \| |               |                                                                      |                     | Játékvezetők: Christoffer Holm Kristian Vikman Vonalbírók: Tim Heffner Andreas Hofer |
| Hudáček Slafkovský Sukeľ Cingel Tatar Hudáček Slafkovský | Szétlövés     | Ābols Ločmelis Ro. Bukarts Daugaviņš Krastenbergs Daugaviņš Ločmelis |                     | Játékvezetők: Christoffer Holm Kristian Vikman Vonalbírók: Tim Heffner Andreas Hofer |
| 10 perc | Büntetések    | 10 perc                                                              |                     | Játékvezetők: Christoffer Holm Kristian Vikman Vonalbírók: Tim Heffner Andreas Hofer |
| 43 | Lövések       | 43                                                                   |                     | Játékvezetők: Christoffer Holm Kristian Vikman Vonalbírók: Tim Heffner Andreas Hofer |
| | 0–1           | 18:39 – Freibergs (Indrašis, Ro. Bukarts)                            |                     | Játékvezetők: Christoffer Holm Kristian Vikman Vonalbírók: Tim Heffner Andreas Hofer |
| Pospíšil (Regenda, Ivan) – 42:06 | 1–1           |                                                                      |                     | Játékvezetők: Christoffer Holm Kristian Vikman Vonalbírók: Tim Heffner Andreas Hofer |
| Cehlárik (Slafkovský, Hrivík) – 58:16 | 2–1           |                                                                      |                     |                                                                                      |
| | 2–2           | 58:40 – Cibuļskis (Jaks, Indrašis) (EA)                              |                     |                                                                                      |

| 2024. május 20. 16:20 | Svédország | 3–1 (0–0, 1–1, 2–0) | Franciaország | Ostravar Aréna, Ostrava Nézőszám: 6805 |

| Jegyzőkönyv | Jegyzőkönyv   | Jegyzőkönyv                     | Jegyzőkönyv      | Jegyzőkönyv                                                                       |
| --- | ------------- | ------------------------------- | ---------------- | --------------------------------------------------------------------------------- |
| | Samuel Ersson | Kapusok                         | Quentin Papillon | Játékvezetők: André Schrader Kristian Vikman Vonalbírók: Tim Heffner Daniel Hynek |
| \| Raymond (Burakovsky, Holmberg) – 28:00 \| 1–0 \| \| \| \| 1–1 \| 29:23 – Bertrand (Boudon, Rech) \| \| Karlsson (Hedman, Kempe) (PP) – 41:29 \| 2–1 \| \| \| Burakovsky (Holmberg) (EN) – 59:56 \| 3–1 \| \| |               |                                 |                  | Játékvezetők: André Schrader Kristian Vikman Vonalbírók: Tim Heffner Daniel Hynek |
| 4 perc | Büntetések    | 6 perc                          |                  | Játékvezetők: André Schrader Kristian Vikman Vonalbírók: Tim Heffner Daniel Hynek |
| 38 | Lövések       | 13                              |                  | Játékvezetők: André Schrader Kristian Vikman Vonalbírók: Tim Heffner Daniel Hynek |
| Raymond (Burakovsky, Holmberg) – 28:00 | 1–0           |                                 |                  | Játékvezetők: André Schrader Kristian Vikman Vonalbírók: Tim Heffner Daniel Hynek |
| | 1–1           | 29:23 – Bertrand (Boudon, Rech) |                  | Játékvezetők: André Schrader Kristian Vikman Vonalbírók: Tim Heffner Daniel Hynek |
| Karlsson (Hedman, Kempe) (PP) – 41:29 | 2–1           |                                 |                  | Játékvezetők: André Schrader Kristian Vikman Vonalbírók: Tim Heffner Daniel Hynek |
| Burakovsky (Holmberg) (EN) – 59:56 | 3–1           |                                 |                  |                                                                                   |

| 2024. május 20. 20:20 | Kazahsztán | 3–1 (1–1, 0–0, 2–0) | Lengyelország | Ostravar Aréna, Ostrava Nézőszám: 9109 |

| Jegyzőkönyv | Jegyzőkönyv   | Jegyzőkönyv                              | Jegyzőkönyv | Jegyzőkönyv                                                                            |
| --- | ------------- | ---------------------------------------- | ----------- | -------------------------------------------------------------------------------------- |
| | Andrey Shutov | Kapusok                                  | John Murray | Játékvezetők: Andris Ansons Sean MacFarlane Vonalbírók: Ludvig Lundgren Anders Nyqvist |
| \| \| 0–1 \| 09:11 – Wałęga (Łyszczarczyk, Bryk) (PP) \| \| Mikhailis (Shestakov) – 12:35 \| 1–1 \| \| \| Orekhov (Mikhailis, Daniyar) – 50:20 \| 2–1 \| \| \| Starchenko – 54:25 \| 3–1 \| \| |               |                                          |             | Játékvezetők: Andris Ansons Sean MacFarlane Vonalbírók: Ludvig Lundgren Anders Nyqvist |
| 10 perc | Büntetések    | 4 perc                                   |             | Játékvezetők: Andris Ansons Sean MacFarlane Vonalbírók: Ludvig Lundgren Anders Nyqvist |
| 22 | Lövések       | 24                                       |             | Játékvezetők: Andris Ansons Sean MacFarlane Vonalbírók: Ludvig Lundgren Anders Nyqvist |
| | 0–1           | 09:11 – Wałęga (Łyszczarczyk, Bryk) (PP) |             | Játékvezetők: Andris Ansons Sean MacFarlane Vonalbírók: Ludvig Lundgren Anders Nyqvist |
| Mikhailis (Shestakov) – 12:35 | 1–1           |                                          |             | Játékvezetők: Andris Ansons Sean MacFarlane Vonalbírók: Ludvig Lundgren Anders Nyqvist |
| Orekhov (Mikhailis, Daniyar) – 50:20 | 2–1           |                                          |             | Játékvezetők: Andris Ansons Sean MacFarlane Vonalbírók: Ludvig Lundgren Anders Nyqvist |
| Starchenko – 54:25 | 3–1           |                                          |             |                                                                                        |

| 2024. május 21. 12:20 | Franciaország | 3–6 (1–1, 2–3, 0–2) | Németország | Ostravar Aréna, Ostrava Nézőszám: 9109 |

| Jegyzőkönyv | Jegyzőkönyv                   | Jegyzőkönyv                           | Jegyzőkönyv      | Jegyzőkönyv                                                                           |
| --- | ----------------------------- | ------------------------------------- | ---------------- | ------------------------------------------------------------------------------------- |
| | Quentin Papillon Julian Junca | Kapusok                               | Philipp Grubauer | Játékvezetők: Christoffer Holm Tomáš Hronský Vonalbírók: Daniel Hynek Ludvig Lundgren |
| \| Claireaux (Addamo, Perret) – 16:49 \| 1–0 \| \| \| \| 1–1 \| 19:04 – Michaelis (Kahun, Ehliz) \| \| Rech (Boudon, Chakiachvili) – 21:09 \| 2–1 \| \| \| \| 2–2 \| 25:56 – Kalble (Stachowiak, Peterka) \| \| Treille (T. Bozon, Guebey) – 26:18 \| 3–2 \| \| \| \| 3–3 \| 31:01 – Stachowiak (Reichel) \| \| \| 3–4 \| 31:23 – Kastner (Michaelis, Szuber) \| \| \| 3–5 \| 41:19 – Stachowiak \| \| \| 3–6 \| 44:50 – Reichel (Sturm, Pföderl) (PP) \| |                               |                                       |                  | Játékvezetők: Christoffer Holm Tomáš Hronský Vonalbírók: Daniel Hynek Ludvig Lundgren |
| 16 perc | Büntetések                    | 29 perc                               |                  | Játékvezetők: Christoffer Holm Tomáš Hronský Vonalbírók: Daniel Hynek Ludvig Lundgren |
| 23 | Lövések                       | 40                                    |                  | Játékvezetők: Christoffer Holm Tomáš Hronský Vonalbírók: Daniel Hynek Ludvig Lundgren |
| Claireaux (Addamo, Perret) – 16:49 | 1–0                           |                                       |                  | Játékvezetők: Christoffer Holm Tomáš Hronský Vonalbírók: Daniel Hynek Ludvig Lundgren |
| | 1–1                           | 19:04 – Michaelis (Kahun, Ehliz)      |                  | Játékvezetők: Christoffer Holm Tomáš Hronský Vonalbírók: Daniel Hynek Ludvig Lundgren |
| Rech (Boudon, Chakiachvili) – 21:09 | 2–1                           |                                       |                  | Játékvezetők: Christoffer Holm Tomáš Hronský Vonalbírók: Daniel Hynek Ludvig Lundgren |
| | 2–2                           | 25:56 – Kalble (Stachowiak, Peterka)  |                  |                                                                                       |
| Treille (T. Bozon, Guebey) – 26:18 | 3–2                           |                                       |                  |                                                                                       |
| | 3–3                           | 31:01 – Stachowiak (Reichel)          |                  |                                                                                       |
| | 3–4                           | 31:23 – Kastner (Michaelis, Szuber)   |                  |                                                                                       |
| | 3–5                           | 41:19 – Stachowiak                    |                  |                                                                                       |
| | 3–6                           | 44:50 – Reichel (Sturm, Pföderl) (PP) |                  |                                                                                       |

| 2024. május 21. 16:20 | Lettország | 3–6 (0–2, 1–1, 2–3) | Egyesült Államok | Ostravar Aréna, Ostrava Nézőszám: 8924 |

| Jegyzőkönyv | Jegyzőkönyv         | Jegyzőkönyv                            | Jegyzőkönyv      | Jegyzőkönyv                                                                  |
| --- | ------------------- | -------------------------------------- | ---------------- | ---------------------------------------------------------------------------- |
| | Kristers Gudļevskis | Kapusok                                | Charlie Lindgren | Játékvezetők: Riku Brander Mikael Holm Vonalbírók: Tim Heffner Andreas Hofer |
| \| \| 0–1 \| 01:23 – Tkachuk (Caufield) \| \| \| 0–2 \| 13:20 – Werenski (Caufield, Pinto) \| \| \| 0–3 \| 22:34 – Caufield (Boldy, Tkachuk) (PP) \| \| Krastenbergs (Tralmaks, Gudļevskis) – 23:35 \| 1–3 \| \| \| \| 1–4 \| 40:15 – Boldy (Werenski, Jones) \| \| Tralmaks (Zīle, Laviņš) – 44:44 \| 2–4 \| \| \| Mamčics (Daugaviņš) – 45:00 \| 3–4 \| \| \| \| 3–5 \| 48:46 – Caufield (Pinto) \| \| \| 3–6 \| 59:15 – Farabee (SH, EN, AG) \| |                     |                                        |                  | Játékvezetők: Riku Brander Mikael Holm Vonalbírók: Tim Heffner Andreas Hofer |
| 12 perc | Büntetések          | 18 perc                                |                  | Játékvezetők: Riku Brander Mikael Holm Vonalbírók: Tim Heffner Andreas Hofer |
| 30 | Lövések             | 43                                     |                  | Játékvezetők: Riku Brander Mikael Holm Vonalbírók: Tim Heffner Andreas Hofer |
| | 0–1                 | 01:23 – Tkachuk (Caufield)             |                  | Játékvezetők: Riku Brander Mikael Holm Vonalbírók: Tim Heffner Andreas Hofer |
| | 0–2                 | 13:20 – Werenski (Caufield, Pinto)     |                  | Játékvezetők: Riku Brander Mikael Holm Vonalbírók: Tim Heffner Andreas Hofer |
| | 0–3                 | 22:34 – Caufield (Boldy, Tkachuk) (PP) |                  | Játékvezetők: Riku Brander Mikael Holm Vonalbírók: Tim Heffner Andreas Hofer |
| Krastenbergs (Tralmaks, Gudļevskis) – 23:35 | 1–3                 |                                        |                  |                                                                              |
| | 1–4                 | 40:15 – Boldy (Werenski, Jones)        |                  |                                                                              |
| Tralmaks (Zīle, Laviņš) – 44:44 | 2–4                 |                                        |                  |                                                                              |
| Mamčics (Daugaviņš) – 45:00 | 3–4                 |                                        |                  |                                                                              |
| | 3–5                 | 48:46 – Caufield (Pinto)               |                  |                                                                              |
| | 3–6                 | 59:15 – Farabee (SH, EN, AG)           |                  |                                                                              |

| 2024. május 21. 20:20 | Svédország | 6–1 (1–0, 3–0, 2–1) | Szlovákia | Ostravar Aréna, Ostrava Nézőszám: 9109 |

| Jegyzőkönyv | Jegyzőkönyv      | Jegyzőkönyv                      | Jegyzőkönyv         | Jegyzőkönyv                                                                            |
| --- | ---------------- | -------------------------------- | ------------------- | -------------------------------------------------------------------------------------- |
| | Filip Gustavsson | Kapusok                          | Stanislav Škorvánek | Játékvezetők: Sean MacFarlane André Schrader Vonalbírók: Nick Briganti Shane Gustafson |
| \| Raymond (Hedman, Kempe) (PP) – 02:20 \| 1–0 \| \| \| Karlsson (Holmberg, Raymond) – 27:31 \| 2–0 \| \| \| Burakovsky (Karlsson, Zetterlund) (PP) – 32:38 \| 3–0 \| \| \| Lundeström (Olofsson) – 33:15 \| 4–0 \| \| \| Eriksson Ek (Brodin) (SH) – 49:15 \| 5–0 \| \| \| \| 5–1 \| 50:49 – Ivan (Tatar, Slafkovský) \| \| Eriksson Ek (Karlsson, Dahlin) – 57:35 \| 6–1 \| \| |                  |                                  |                     | Játékvezetők: Sean MacFarlane André Schrader Vonalbírók: Nick Briganti Shane Gustafson |
| 12 perc | Büntetések       | 12 perc                          |                     | Játékvezetők: Sean MacFarlane André Schrader Vonalbírók: Nick Briganti Shane Gustafson |
| 43 | Lövések          | 18                               |                     | Játékvezetők: Sean MacFarlane André Schrader Vonalbírók: Nick Briganti Shane Gustafson |
| Raymond (Hedman, Kempe) (PP) – 02:20 | 1–0              |                                  |                     | Játékvezetők: Sean MacFarlane André Schrader Vonalbírók: Nick Briganti Shane Gustafson |
| Karlsson (Holmberg, Raymond) – 27:31 | 2–0              |                                  |                     | Játékvezetők: Sean MacFarlane André Schrader Vonalbírók: Nick Briganti Shane Gustafson |
| Burakovsky (Karlsson, Zetterlund) (PP) – 32:38 | 3–0              |                                  |                     | Játékvezetők: Sean MacFarlane André Schrader Vonalbírók: Nick Briganti Shane Gustafson |
| Lundeström (Olofsson) – 33:15 | 4–0              |                                  |                     |                                                                                        |
| Eriksson Ek (Brodin) (SH) – 49:15 | 5–0              |                                  |                     |                                                                                        |
| | 5–1              | 50:49 – Ivan (Tatar, Slafkovský) |                     |                                                                                        |
| Eriksson Ek (Karlsson, Dahlin) – 57:35 | 6–1              |                                  |                     |                                                                                        |

## Egyenes kieséses szakasz
A negyeddöntőkben mindkét csoport első helyezettje a másik csoport negyedik helyezettjével, valamint mindkét csoport második helyezettje a másik csoport harmadik helyezettjével mérkőzik. A negyeddöntők után a csapatokat újra kiemelik a csoportköri eredményeik alapján. Az elődöntőben a csoportköri eredmények első kiemeltje a negyedik kiemelttel, a második kiemelt a harmadik kiemelttel játszik.
| Helyezés | Csapat           | Cs | H | P  | Gk  | G+ | Kiemelés |
| -------- | ---------------- | -- | - | -- | --- | -- | -------- |
| 1.       | Svédország       | B  | 1 | 21 | +26 | 35 | 5        |
| 2.       | Kanada           | A  | 1 | 19 | +14 | 32 | 1        |
| 3.       | Svájc            | A  | 2 | 17 | +17 | 29 | 6        |
| 4.       | Egyesült Államok | B  | 2 | 16 | +21 | 27 | 3        |
| 5.       | Csehország       | A  | 3 | 16 | +12 | 26 | 7        |
| 6.       | Németország      | B  | 3 | 15 | +10 | 34 | 4        |
| 7.       | Szlovákia        | B  | 4 | 12 | +3  | 26 | 8        |
| 8.       | Finnország       | A  | 4 | 10 | +7  | 21 | 2        |

Sorrend meghatározása: 1) csoportbeli helyezés; 2) több pontszám; 3) jobb gólkülönbség; 4) több szerzett gól; 5) Jobb torna előtti kiemelés.
|  |              |              |              |            |                   |            |               |               |               |  |       |       |       |
|  | Negyeddöntők | Negyeddöntők | Negyeddöntők |            |                   | Elődöntők  | Elődöntők     | Elődöntők     |               |  | Döntő | Döntő | Döntő |
|  | Negyeddöntők | Negyeddöntők | Negyeddöntők |            |                   | Elődöntők  | Elődöntők     | Elődöntők     |               |  | Döntő | Döntő | Döntő |
|  | május 23.    |              |              |            |                   |            |               |               |               |  |       |       |       |
|  |              |              |              |            |                   |            |               |               |               |  |       |       |       |
|  | A1           | Kanada       | 6            |            |                   |            |               |               |               |  |       |       |       |
|  | A1           | Kanada       | 6            | május 25.  |                   |            |               |               |               |  |       |       |       |
|  | B4           | Szlovákia    | 3            |            |                   |            |               |               |               |  |       |       |       |
|  | B4           | Szlovákia    | 3            | 1          | Svédország        | 3          |               |               |               |  |       |       |       |
|  | május 23.    |              |              | 1          | Svédország        | 3          |               |               |               |  |       |       |       |
|  | 5            | Csehország   | 7            |            |                   |            |               |               |               |  |       |       |       |
|  | 5            | Csehország   | 7            | B1         | Svédország (h.u.) | 2          |               |               |               |  |       |       |       |
|  |              |              |              | B1         | Svédország (h.u.) | 2          | május 26.     |               |               |  |       |       |       |
|  | A4           | Finnország   | 1            |            |                   |            |               |               |               |  |       |       |       |
|  | A4           | Finnország   | 1            | Csehország | Csehország        | 2          |               |               |               |  |       |       |       |
|  | május 23.    |              |              | Csehország | Csehország        | 2          |               |               |               |  |       |       |       |
|  |              |              | Svájc        | Svájc      | 0                 |            |               |               |               |  |       |       |       |
|  | A2           | Svájc        | Svájc        | Svájc      | 0                 | 3          |               |               |               |  |       |       |       |
|  | A2           | Svájc        | május 25.    |            |                   | 3          |               |               |               |  |       |       |       |
|  | B3           | Németország  | 1            |            |                   |            |               |               |               |  |       |       |       |
|  | B3           | Németország  | 1            | 2          | Kanada            | 2          | Bronzmérkőzés | Bronzmérkőzés | Bronzmérkőzés |  |       |       |       |
|  | május 23.    |              |              | 2          | Kanada            | 2          | Bronzmérkőzés | Bronzmérkőzés | Bronzmérkőzés |  |       |       |       |
|  | 3            | Svájc (sz.)  | 3            |            |                   | május 26.  | május 26.     | május 26.     |               |  |       |       |       |
|  | 3            | Svájc (sz.)  | 3            | B2         | Egyesült Államok  | május 26.  | május 26.     | május 26.     | 0             |  |       |       |       |
|  |              |              |              | B2         | Egyesült Államok  | Svédország | Svédország    | 4             | 0             |  |       |       |       |
|  | A3           | Csehország   | 1            |            |                   | Svédország | Svédország    | 4             |               |  |       |       |       |
|  | A3           | Csehország   | 1            | Kanada     | Kanada            | 2          |               |               |               |  |       |       |       |
|  |              |              |              | Kanada     | Kanada            | 2          |               |               |               |  |       |       |       |

### Negyeddöntők
| 2024. május 23. 16:20 | Kanada | 6–3 (2–1, 1–0, 3–2) | Szlovákia | O2 Aréna, Prága Nézőszám: 17 275 |

| Jegyzőkönyv | Jegyzőkönyv       | Jegyzőkönyv                           | Jegyzőkönyv   | Jegyzőkönyv                                                                       |
| --- | ----------------- | ------------------------------------- | ------------- | --------------------------------------------------------------------------------- |
| | Jordan Binnington | Kapusok                               | Samuel Hlavaj | Játékvezetők: Martin Fraňo Mikko Kaukokari Vonalbírók: Kevin Briganti Dāvis Zunde |
| \| McCann (Parayko) – 02:45 \| 1–0 \| \| \| Dubois (Byram, Tavares) – 04:15 \| 2–0 \| \| \| \| 2–1 \| 07:56 – Cehlárik (Slafkovský) \| \| Paul (Bedard, Guenther) – 23:48 \| 3–1 \| \| \| Guenther (Paul, Hagel) – 46:20 \| 4–1 \| \| \| Tanev (Severson, Mercer) – 46:40 \| 5–1 \| \| \| \| 5–2 \| 47:08 – Kelemen (Regenda) \| \| \| 5–3 \| 56:57 – Hrivík (Hudáček, Nemec) (PP2) \| \| Paul (EN) – 59:10 \| 6–3 \| \| |                   |                                       |               | Játékvezetők: Martin Fraňo Mikko Kaukokari Vonalbírók: Kevin Briganti Dāvis Zunde |
| 10 perc | Büntetések        | 12 perc                               |               | Játékvezetők: Martin Fraňo Mikko Kaukokari Vonalbírók: Kevin Briganti Dāvis Zunde |
| 43 | Lövések           | 21                                    |               | Játékvezetők: Martin Fraňo Mikko Kaukokari Vonalbírók: Kevin Briganti Dāvis Zunde |
| McCann (Parayko) – 02:45 | 1–0               |                                       |               | Játékvezetők: Martin Fraňo Mikko Kaukokari Vonalbírók: Kevin Briganti Dāvis Zunde |
| Dubois (Byram, Tavares) – 04:15 | 2–0               |                                       |               | Játékvezetők: Martin Fraňo Mikko Kaukokari Vonalbírók: Kevin Briganti Dāvis Zunde |
| | 2–1               | 07:56 – Cehlárik (Slafkovský)         |               | Játékvezetők: Martin Fraňo Mikko Kaukokari Vonalbírók: Kevin Briganti Dāvis Zunde |
| Paul (Bedard, Guenther) – 23:48 | 3–1               |                                       |               |                                                                                   |
| Guenther (Paul, Hagel) – 46:20 | 4–1               |                                       |               |                                                                                   |
| Tanev (Severson, Mercer) – 46:40 | 5–1               |                                       |               |                                                                                   |
| | 5–2               | 47:08 – Kelemen (Regenda)             |               |                                                                                   |
| | 5–3               | 56:57 – Hrivík (Hudáček, Nemec) (PP2) |               |                                                                                   |
| Paul (EN) – 59:10 | 6–3               |                                       |               |                                                                                   |

| 2024. május 23. 16:20 | Svájc | 3–1 (2–0, 0–1, 1–0) | Németország | Ostravar Aréna, Ostrava Nézőszám: 6583 |

| Jegyzőkönyv | Jegyzőkönyv     | Jegyzőkönyv                     | Jegyzőkönyv      | Jegyzőkönyv                                                                       |
| --- | --------------- | ------------------------------- | ---------------- | --------------------------------------------------------------------------------- |
| | Leonardo Genoni | Kapusok                         | Philipp Grubauer | Játékvezetők: Riku Brander Mikael Holm Vonalbírók: Shane Gustafson Anders Nyqvist |
| \| Bertschy (SH) – 07:22 \| 1–0 \| \| \| Hischier (Siegenthaler, Fiala) – 16:28 \| 2–0 \| \| \| \| 2–1 \| 31:33 – Kahun (Stachowiak) (PP) \| \| Bertschy (Thürkauf, Siegenthaler) (EN) – 59:02 \| 3–1 \| \| |                 |                                 |                  | Játékvezetők: Riku Brander Mikael Holm Vonalbírók: Shane Gustafson Anders Nyqvist |
| 8 perc | Büntetések      | 6 perc                          |                  | Játékvezetők: Riku Brander Mikael Holm Vonalbírók: Shane Gustafson Anders Nyqvist |
| 25 | Lövések         | 15                              |                  | Játékvezetők: Riku Brander Mikael Holm Vonalbírók: Shane Gustafson Anders Nyqvist |
| Bertschy (SH) – 07:22 | 1–0             |                                 |                  | Játékvezetők: Riku Brander Mikael Holm Vonalbírók: Shane Gustafson Anders Nyqvist |
| Hischier (Siegenthaler, Fiala) – 16:28 | 2–0             |                                 |                  | Játékvezetők: Riku Brander Mikael Holm Vonalbírók: Shane Gustafson Anders Nyqvist |
| | 2–1             | 31:33 – Kahun (Stachowiak) (PP) |                  | Játékvezetők: Riku Brander Mikael Holm Vonalbírók: Shane Gustafson Anders Nyqvist |
| Bertschy (Thürkauf, Siegenthaler) (EN) – 59:02 | 3–1             |                                 |                  |                                                                                   |

| 2024. május 23. 20:20 | Egyesült Államok | 0–1 (0–0, 0–1, 0–0) | Csehország | O2 Aréna, Prága Nézőszám: 17 413 |

| Jegyzőkönyv                                           | Jegyzőkönyv      | Jegyzőkönyv                           | Jegyzőkönyv  | Jegyzőkönyv                                                                               |
| ----------------------------------------------------- | ---------------- | ------------------------------------- | ------------ | ----------------------------------------------------------------------------------------- |
|                                                       | Charlie Lindgren | Kapusok                               | Lukáš Dostál | Játékvezetők: Tobias Björk Michael Campbell Vonalbírók: Tarrington Wyonzek Emil Yletyinen |
| \| \| 0–1 \| 26:39 – Zacha (Špaček, Červenka) (PP) \| |                  |                                       |              | Játékvezetők: Tobias Björk Michael Campbell Vonalbírók: Tarrington Wyonzek Emil Yletyinen |
| 4 perc                                                | Büntetések       | 6 perc                                |              | Játékvezetők: Tobias Björk Michael Campbell Vonalbírók: Tarrington Wyonzek Emil Yletyinen |
| 36                                                    | Lövések          | 28                                    |              | Játékvezetők: Tobias Björk Michael Campbell Vonalbírók: Tarrington Wyonzek Emil Yletyinen |
|                                                       | 0–1              | 26:39 – Zacha (Špaček, Červenka) (PP) |              | Játékvezetők: Tobias Björk Michael Campbell Vonalbírók: Tarrington Wyonzek Emil Yletyinen |

| 2024. május 23. 20:20 | Svédország | 2–1 (h.u.) (0–0, 0–0, 1–1) (h.u.: 1–0) | Finnország | Ostravar Aréna, Ostrava Nézőszám: 6691 |

| Jegyzőkönyv | Jegyzőkönyv      | Jegyzőkönyv                                  | Jegyzőkönyv | Jegyzőkönyv                                                                        |
| --- | ---------------- | -------------------------------------------- | ----------- | ---------------------------------------------------------------------------------- |
| | Filip Gustavsson | Kapusok                                      | Emil Larmi  | Játékvezetők: Andris Ansons Sean MacFarlane Vonalbírók: Nick Briganti Daniel Hynek |
| \| Dahlin (Lundeström, Raymond) – 55:02 \| 1–0 \| \| \| \| 1–1 \| 59:02 – Björninen (Puustinen, Lehtonen) (EA) \| \| Eriksson Ek (Hedman, Dahlin) (PP) – 65:54 \| 2–1 \| \| |                  |                                              |             | Játékvezetők: Andris Ansons Sean MacFarlane Vonalbírók: Nick Briganti Daniel Hynek |
| 2 perc | Büntetések       | 8 perc                                       |             | Játékvezetők: Andris Ansons Sean MacFarlane Vonalbírók: Nick Briganti Daniel Hynek |
| 35 | Lövések          | 20                                           |             | Játékvezetők: Andris Ansons Sean MacFarlane Vonalbírók: Nick Briganti Daniel Hynek |
| Dahlin (Lundeström, Raymond) – 55:02 | 1–0              |                                              |             | Játékvezetők: Andris Ansons Sean MacFarlane Vonalbírók: Nick Briganti Daniel Hynek |
| | 1–1              | 59:02 – Björninen (Puustinen, Lehtonen) (EA) |             | Játékvezetők: Andris Ansons Sean MacFarlane Vonalbírók: Nick Briganti Daniel Hynek |
| Eriksson Ek (Hedman, Dahlin) (PP) – 65:54 | 2–1              |                                              |             | Játékvezetők: Andris Ansons Sean MacFarlane Vonalbírók: Nick Briganti Daniel Hynek |

### Elődöntők
| 2024. május 25. 14:20 | Svédország | 3–7 (2–2, 1–3, 0–2) | Csehország | O2 Aréna, Prága Nézőszám: 17 413 |

| Jegyzőkönyv | Jegyzőkönyv                    | Jegyzőkönyv                        | Jegyzőkönyv  | Jegyzőkönyv                                                                          |
| --- | ------------------------------ | ---------------------------------- | ------------ | ------------------------------------------------------------------------------------ |
| | Filip Gustavsson Samuel Ersson | Kapusok                            | Lukáš Dostál | Játékvezetők: Andris Ansons Kristian Vikman Vonalbírók: Kevin Briganti Nick Briganti |
| \| Johansson – 03:39 \| 1–0 \| \| \| \| 1–1 \| 07:48 – Kubalík (Nečas, Kundrátek) \| \| Pettersson (Kempe, Eriksson Ek) – 08:08 \| 2–1 \| \| \| \| 2–2 \| 09:37 – Kämpf (Nečas) \| \| \| 2–3 \| 26:05 – Kaše (Sedlák) \| \| \| 2–4 \| 26:21 – Nečas (Kubalík, Kämpf) \| \| \| 2–5 \| 29:03 – Kubalík (Kempný, Nečas) \| \| Eriksson Ek (Raymond, Dahlin) (PP) – 35:30 \| 3–5 \| \| \| \| 3–6 \| 45:40 – Sedlák (Kaše) \| \| \| 3–7 \| 53:42 – Sedlák \| |                                |                                    |              | Játékvezetők: Andris Ansons Kristian Vikman Vonalbírók: Kevin Briganti Nick Briganti |
| 6 perc | Büntetések                     | 12 perc                            |              | Játékvezetők: Andris Ansons Kristian Vikman Vonalbírók: Kevin Briganti Nick Briganti |
| 40 | Lövések                        | 23                                 |              | Játékvezetők: Andris Ansons Kristian Vikman Vonalbírók: Kevin Briganti Nick Briganti |
| Johansson – 03:39 | 1–0                            |                                    |              | Játékvezetők: Andris Ansons Kristian Vikman Vonalbírók: Kevin Briganti Nick Briganti |
| | 1–1                            | 07:48 – Kubalík (Nečas, Kundrátek) |              | Játékvezetők: Andris Ansons Kristian Vikman Vonalbírók: Kevin Briganti Nick Briganti |
| Pettersson (Kempe, Eriksson Ek) – 08:08 | 2–1                            |                                    |              | Játékvezetők: Andris Ansons Kristian Vikman Vonalbírók: Kevin Briganti Nick Briganti |
| | 2–2                            | 09:37 – Kämpf (Nečas)              |              |                                                                                      |
| | 2–3                            | 26:05 – Kaše (Sedlák)              |              |                                                                                      |
| | 2–4                            | 26:21 – Nečas (Kubalík, Kämpf)     |              |                                                                                      |
| | 2–5                            | 29:03 – Kubalík (Kempný, Nečas)    |              |                                                                                      |
| Eriksson Ek (Raymond, Dahlin) (PP) – 35:30 | 3–5                            |                                    |              |                                                                                      |
| | 3–6                            | 45:40 – Sedlák (Kaše)              |              |                                                                                      |
| | 3–7                            | 53:42 – Sedlák                     |              |                                                                                      |

| 2024. május 25. 18:20 | Kanada | 2–3 (sz.) (0–2, 1–0, 1–0) (h.u.: 0–0) (sz: 0–1) | Svájc | O2 Aréna, Prága Nézőszám: 11 159 |

| Jegyzőkönyv | Jegyzőkönyv       | Jegyzőkönyv                               | Jegyzőkönyv     | Jegyzőkönyv                                                                 |
| --- | ----------------- | ----------------------------------------- | --------------- | --------------------------------------------------------------------------- |
| | Jordan Binnington | Kapusok                                   | Leonardo Genoni | Játékvezetők: Mikael Holm Jan Hribik Vonalbírók: Ludvig Lundgren Josef Špůr |
| \| \| 0–1 \| 15:06 – Fiala (Loeffel, Andrighetto) (PP) \| \| \| 0–2 \| 17:16 – Niederreiter (Josi, Fiala) (PP) \| \| Tanev (Zellweger, Dubois) – 34:07 \| 1–2 \| \| \| Tavares (Bedard, Power) (PP) – 57:53 \| 2–2 \| \| |                   |                                           |                 | Játékvezetők: Mikael Holm Jan Hribik Vonalbírók: Ludvig Lundgren Josef Špůr |
| Bedard Dubois Severson Power Cozens | Szétlövés         | Senteler Fiala Loeffel Andrighetto        |                 | Játékvezetők: Mikael Holm Jan Hribik Vonalbírók: Ludvig Lundgren Josef Špůr |
| 12 perc | Büntetések        | 10 perc                                   |                 | Játékvezetők: Mikael Holm Jan Hribik Vonalbírók: Ludvig Lundgren Josef Špůr |
| 44 | Lövések           | 31                                        |                 | Játékvezetők: Mikael Holm Jan Hribik Vonalbírók: Ludvig Lundgren Josef Špůr |
| | 0–1               | 15:06 – Fiala (Loeffel, Andrighetto) (PP) |                 | Játékvezetők: Mikael Holm Jan Hribik Vonalbírók: Ludvig Lundgren Josef Špůr |
| | 0–2               | 17:16 – Niederreiter (Josi, Fiala) (PP)   |                 | Játékvezetők: Mikael Holm Jan Hribik Vonalbírók: Ludvig Lundgren Josef Špůr |
| Tanev (Zellweger, Dubois) – 34:07 | 1–2               |                                           |                 |                                                                             |
| Tavares (Bedard, Power) (PP) – 57:53 | 2–2               |                                           |                 |                                                                             |

### Bronzmérkőzés
| 2024. május 26. 15:20 | Svédország | 4–2 (1–0, 0–1, 3–1) | Kanada | O2 Aréna, Prága Nézőszám: 14 929 |

| Jegyzőkönyv | Jegyzőkönyv      | Jegyzőkönyv                           | Jegyzőkönyv       | Jegyzőkönyv                                                                          |
| --- | ---------------- | ------------------------------------- | ----------------- | ------------------------------------------------------------------------------------ |
| | Filip Gustavsson | Kapusok                               | Jordan Binnington | Játékvezetők: Mikko Kaukokari Sean MacFarlane Vonalbírók: Daniel Hynek Jiří Ondráček |
| \| Grundström (L. Johansson, Dahlin) – 12:05 \| 1–0 \| \| \| \| 1–1 \| 22:41 – Cozens (Oleksiak, Mangiapane) \| \| \| 1–2 \| 44:18 – Dubois (Hagel, Tavares) \| \| Karlsson (Burakovsky, M. Johansson) – 49:35 \| 2–2 \| \| \| Grundström – 53:42 \| 3–2 \| \| \| M. Johansson (Brodin, Lundeström) (EN) – 59:55 \| 4–2 \| \| |                  |                                       |                   | Játékvezetők: Mikko Kaukokari Sean MacFarlane Vonalbírók: Daniel Hynek Jiří Ondráček |
| 2 perc | Büntetések       | 4 perc                                |                   | Játékvezetők: Mikko Kaukokari Sean MacFarlane Vonalbírók: Daniel Hynek Jiří Ondráček |
| 33 | Lövések          | 22                                    |                   | Játékvezetők: Mikko Kaukokari Sean MacFarlane Vonalbírók: Daniel Hynek Jiří Ondráček |
| Grundström (L. Johansson, Dahlin) – 12:05 | 1–0              |                                       |                   | Játékvezetők: Mikko Kaukokari Sean MacFarlane Vonalbírók: Daniel Hynek Jiří Ondráček |
| | 1–1              | 22:41 – Cozens (Oleksiak, Mangiapane) |                   | Játékvezetők: Mikko Kaukokari Sean MacFarlane Vonalbírók: Daniel Hynek Jiří Ondráček |
| | 1–2              | 44:18 – Dubois (Hagel, Tavares)       |                   | Játékvezetők: Mikko Kaukokari Sean MacFarlane Vonalbírók: Daniel Hynek Jiří Ondráček |
| Karlsson (Burakovsky, M. Johansson) – 49:35 | 2–2              |                                       |                   |                                                                                      |
| Grundström – 53:42 | 3–2              |                                       |                   |                                                                                      |
| M. Johansson (Brodin, Lundeström) (EN) – 59:55 | 4–2              |                                       |                   |                                                                                      |

### Döntő
| 2024. május 26. 20:20 | Svájc | 0–2 (0–0, 0–0, 0–2) | Csehország | O2 Aréna, Prága Nézőszám: 17 413 |

| Jegyzőkönyv                                                                                             | Jegyzőkönyv     | Jegyzőkönyv                         | Jegyzőkönyv  | Jegyzőkönyv                                                                          |
| --- | --------------- | ----------------------------------- | ------------ | ------------------------------------------------------------------------------------ |
| | Leonardo Genoni | Kapusok                             | Lukáš Dostál | Játékvezetők: Michael Campbell Mikael Holm Vonalbírók: Nick Briganti Ludvig Lundgren |
| \| \| 0–1 \| 49:13 – Pastrňák (Kundrátek, Hájek) \| \| \| 0–2 \| 59:41 – Kämpf (Kubalík, Nečas) (EN) \| |                 |                                     |              | Játékvezetők: Michael Campbell Mikael Holm Vonalbírók: Nick Briganti Ludvig Lundgren |
| 4 perc                                                                                                  | Büntetések      | 4 perc                              |              | Játékvezetők: Michael Campbell Mikael Holm Vonalbírók: Nick Briganti Ludvig Lundgren |
| 31 | Lövések         | 32                                  |              | Játékvezetők: Michael Campbell Mikael Holm Vonalbírók: Nick Briganti Ludvig Lundgren |
| | 0–1             | 49:13 – Pastrňák (Kundrátek, Hájek) |              | Játékvezetők: Michael Campbell Mikael Holm Vonalbírók: Nick Briganti Ludvig Lundgren |
| | 0–2             | 59:41 – Kämpf (Kubalík, Nečas) (EN) |              | Játékvezetők: Michael Campbell Mikael Holm Vonalbírók: Nick Briganti Ludvig Lundgren |

| A 2024-es IIHF jégkorong-világbajnokság győztese |
| ------------------------------------------------ |
| · Csehország · 7. cím                            |

## Végeredmény
| Hely. | Cs | Csapat           | M  | Gy | HGy | HV | V | G+ | G– | Gk  | P  | Végeredmény              |
| ----- | -- | ---------------- | -- | -- | --- | -- | - | -- | -- | --- | -- | ------------------------ |
| 1.    | A  | Csehország (R)   | 10 | 7  | 2   | 1  | 0 | 37 | 17 | +20 | 26 | Aranyérem                |
| 2.    | A  | Svájc            | 10 | 5  | 2   | 0  | 3 | 32 | 18 | +14 | 19 | Ezüstérem                |
| 3.    | B  | Svédország       | 10 | 8  | 1   | 0  | 1 | 44 | 19 | +25 | 26 | Bronzérem                |
| 4.    | A  | Kanada           | 10 | 6  | 2   | 1  | 1 | 42 | 28 | +14 | 23 | Negyedik helyezett       |
|       |    |                  |    |    |     |    |   |    |    |     |    |                          |
| 5.    | B  | Egyesült Államok | 8  | 5  | 0   | 1  | 2 | 37 | 17 | +20 | 16 | Kiesett a negyeddöntőben |
| 6.    | B  | Németország      | 8  | 5  | 0   | 0  | 3 | 35 | 27 | +8  | 15 | Kiesett a negyeddöntőben |
| 7.    | B  | Szlovákia        | 8  | 3  | 1   | 1  | 3 | 29 | 29 | 0   | 12 | Kiesett a negyeddöntőben |
| 8.    | A  | Finnország       | 8  | 3  | 0   | 2  | 3 | 22 | 16 | +6  | 11 | Kiesett a negyeddöntőben |
|       |    |                  |    |    |     |    |   |    |    |     |    |                          |
| 9.    | B  | Lettország       | 7  | 1  | 3   | 0  | 3 | 19 | 29 | −10 | 9  | Kiesett a csoportkörben  |
| 10.   | A  | Ausztria         | 7  | 2  | 0   | 1  | 4 | 21 | 29 | −8  | 7  | Kiesett a csoportkörben  |
| 11.   | A  | Norvégia         | 7  | 2  | 0   | 0  | 5 | 15 | 25 | −10 | 6  | Kiesett a csoportkörben  |
| 12.   | B  | Kazahsztán       | 7  | 2  | 0   | 0  | 5 | 12 | 31 | −19 | 6  | Kiesett a csoportkörben  |
| 13.   | A  | Dánia            | 7  | 2  | 0   | 0  | 5 | 15 | 29 | −14 | 6  | Kiesett a csoportkörben  |
| 14.   | B  | Franciaország    | 7  | 1  | 0   | 1  | 5 | 13 | 26 | −13 | 4  | Kiesett a csoportkörben  |
|       |    |                  |    |    |     |    |   |    |    |     |    |                          |
| 15.   | A  | Nagy-Britannia   | 7  | 1  | 0   | 0  | 6 | 12 | 30 | −18 | 3  | Kiesett a divízió I A-ba |
| 16.   | B  | Lengyelország    | 7  | 0  | 0   | 1  | 6 | 11 | 29 | −18 | 1  | Kiesett a divízió I A-ba |

## Díjak
| Legeredményesebb játékos - Matt Boldy – 14 pont Legértékesebb játékos - Kevin Fiala Legjobb kapus - Lukás Dostál Legjobb hátvéd - Roman Josi Legjobb csatár - Kevin Fiala | Média All-Star csapat - Lukás Dostál – kapus - Roman Josi – hátvéd - Erik Karlsson – hátvéd - Kevin Fiala – csatár - Dylan Cozens – csatár - Roman Cervenka – csatár |